# Il flauto magico
Il flauto magico K 620 (titolo originale in tedesco Die Zauberflöte ) è un Singspiel in due atti musicato da Wolfgang Amadeus Mozart nel 1791, su libretto di Emanuel Schikaneder. Ultima opera del compositore, fu rappresentata al Theater auf der Wieden di Vienna il 30 settembre, due mesi prima della sua morte avvenuta il 5 dicembre 1791.
Dietro la parvenza di fiaba l'opera in realtà è la rappresentazione di un percorso iniziatico, di una ricerca spirituale volta a raggiungere la saggezza e la felicità mediante una simbologia tratta dalla Massoneria e da miti e storie antiche velate da mistero. La vicenda di Tamino e Pamina che riescono a ritrovarsi nell'amore grazie al saggio sacerdote Sarastro, nonostante le avversità e le forze del male simboleggiate dalla Regina della Notte e da Monostatos, assurge a un valore simbolico. È la rivincita della bontà, dell'amore e di tutti gli aspetti positivi della vita; un vero atto di fede nell'animo umano, nella sua capacità di andare oltre all'eterna battaglia fra la luce e l'oscurità con grande dignità e forza.

## Storia
Alla fine del 1790 Mozart era stato invitato a recarsi a Londra per scrivere due opere liriche in cambio di un compenso di 300 sterline; nella capitale inglese si trovava già Haydn, su proposta del musicista e impresario Johann Peter Salomon che tentò di convincere anche Mozart. Sebbene l'offerta fosse cospicua, il compositore declinò l'invito; non volle lasciare Vienna, le sue amicizie, le sue abitudini, nonostante si trovasse in condizioni economiche piuttosto instabili.
A salvarlo dalla situazione arrivò, nel marzo del 1791, Emanuel Schikaneder, dinamico ed estroso impresario che Mozart aveva conosciuto nel 1780 a Salisburgo e ritrovato a Vienna negli anni successivi. Dopo aver realizzato molti spettacoli a Regensburg, appena rientrato nella capitale, Schikaneder mise in scena alcuni spettacoli al Burgtheater; tentò di ottenere il favore del pubblico provando a ostacolare la grande concorrenza dell'impresario Karl von Marinelli e il suo Teatro popolare di Leopoldstadt dove realizzava diversi zauberopern (opere magiche), grandi spettacoli fiabeschi che avevano notevole successo. Inoltre Schikaneder cercava da tempo di risollevare le sorti del Singspiel dalla concorrenza della musica italiana che signoreggiava fra le rappresentazioni realizzate per la corte viennese; cantante e attore, dirigeva anche il Theater auf der Wieden e progettava pertanto la creazione di un'opera fiabesca sulla base di un libretto che lui stesso aveva redatto traendolo parzialmente da una fiaba, Lulu oder die Zauberflöte: unendovi una serie di personaggi buffi e passaggi scherzosi, propose a Mozart di realizzarla insieme. Si trattava di un lavoro molto diverso da quelli scritti dal musicista precedentemente con le tre opere in italiano su libretto di Da Ponte; con la nuova opera Mozart si accingeva a una nuova visione sia musicale sia della rappresentazione di personaggi trattati con un inedito realismo psicologico.
Mentre il lavoro di stesura del libretto stava per essere terminato, venne rappresentata con successo, dal teatro rivale di von Marinelli, un'opera tratta dalla stessa fiaba, Kaspar der Fagottist, oder die Zauberzither (Gaspare il fagottista o la Cetra magica) su musica di Wenzel Müller. Schikaneder non si scoraggiò e, con l'aiuto di Carl Ludwig Giesecke, rivide e riscrisse la trama facendo diventare la Regina della notte una strega malvagia e Sarastro un mago benevolo; collocò poi tutta la vicenda su uno sfondo simbolico massonico-orientale e Sarastro divenne gran sacerdote di Iside.

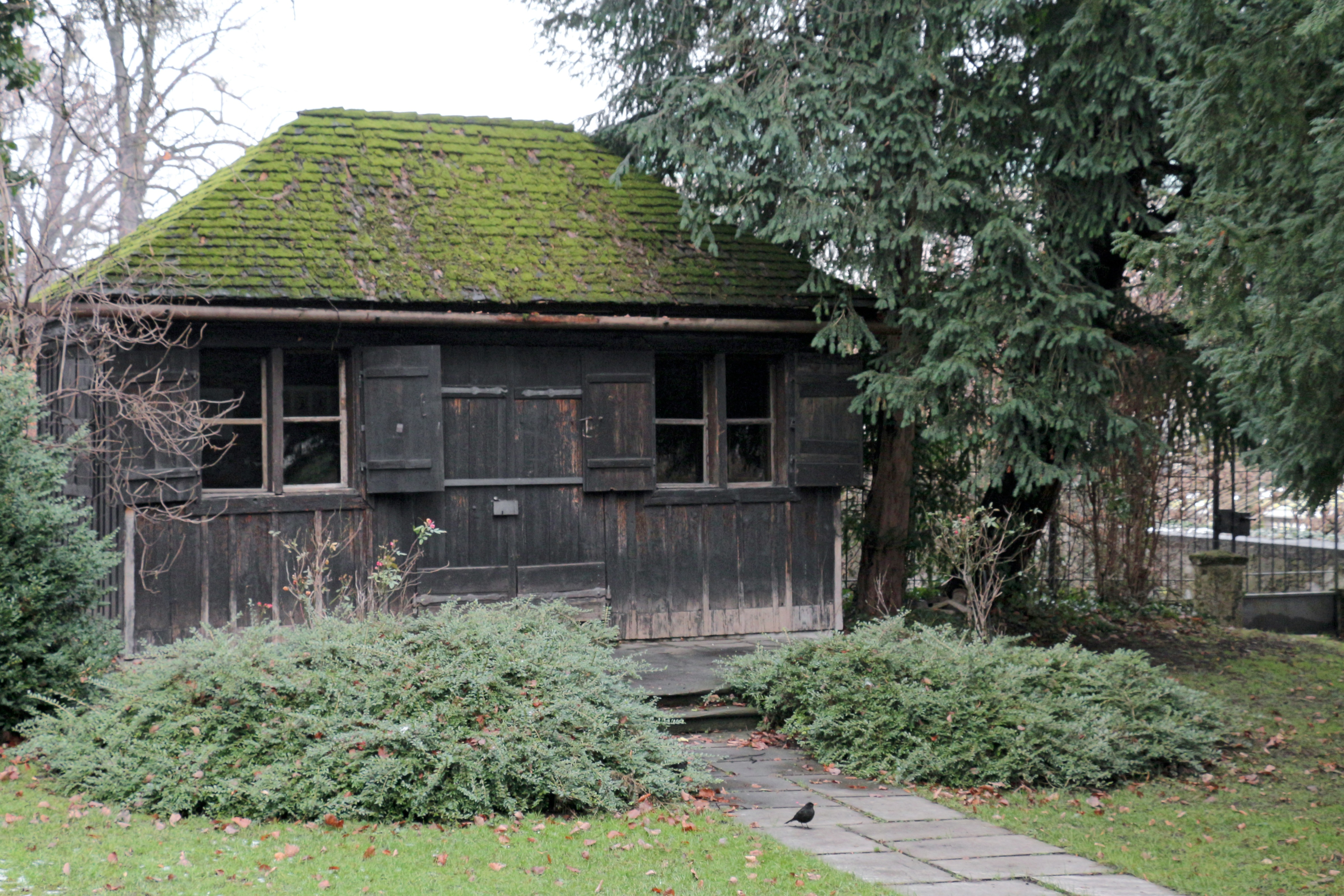
Padiglione in cui Mozart compose gran parte de Il flauto magico, ora al Mozarteum.

Per agevolare Mozart nella composizione dell'opera, Schikaneder gli mise a disposizione un piccolo padiglione nelle vicinanze del teatro, in modo che il musicista non dovesse spostarsi da casa al luogo di lavoro. Inoltre, per alleviare il compositore dal disagio di trovarsi lontano da casa e dall'impegno nella stesura della partitura, l'amico gli organizzò diverse cene con persone divertenti, tra cui attori e cantanti della compagnia, serate a cui Mozart partecipò sempre con entusiasmo. Quando però da Praga giunse la commissione per una nuova opera in occasione dell'incoronazione di Leopoldo II, il musicista abbandonò repentinamente il lavoro quasi terminato per scrivere La clemenza di Tito recandosi a Praga, nella speranza di entrare nelle grazie del nuovo sovrano. La nuova opera non ebbe un buon esito soprattutto per la rapidità di composizione su un testo poco adatto di Metastasio; quando Mozart rientrò a Vienna, poco dopo il 15 settembre, era molto avvilito, stanco e con i problemi di salute aggravati; Schikaneder seppe però incoraggiarlo e sostenerlo affinché riuscisse a terminare in tempo la composizione, mancavano infatti solo due settimane alla prova generale dell'opera. Completò il 28 settembre i due ultimi brani non ancora finiti, l'Ouverture e la Marcia dei sacerdoti, due giorni prima della rappresentazione.

### Prima rappresentazione e accoglienza

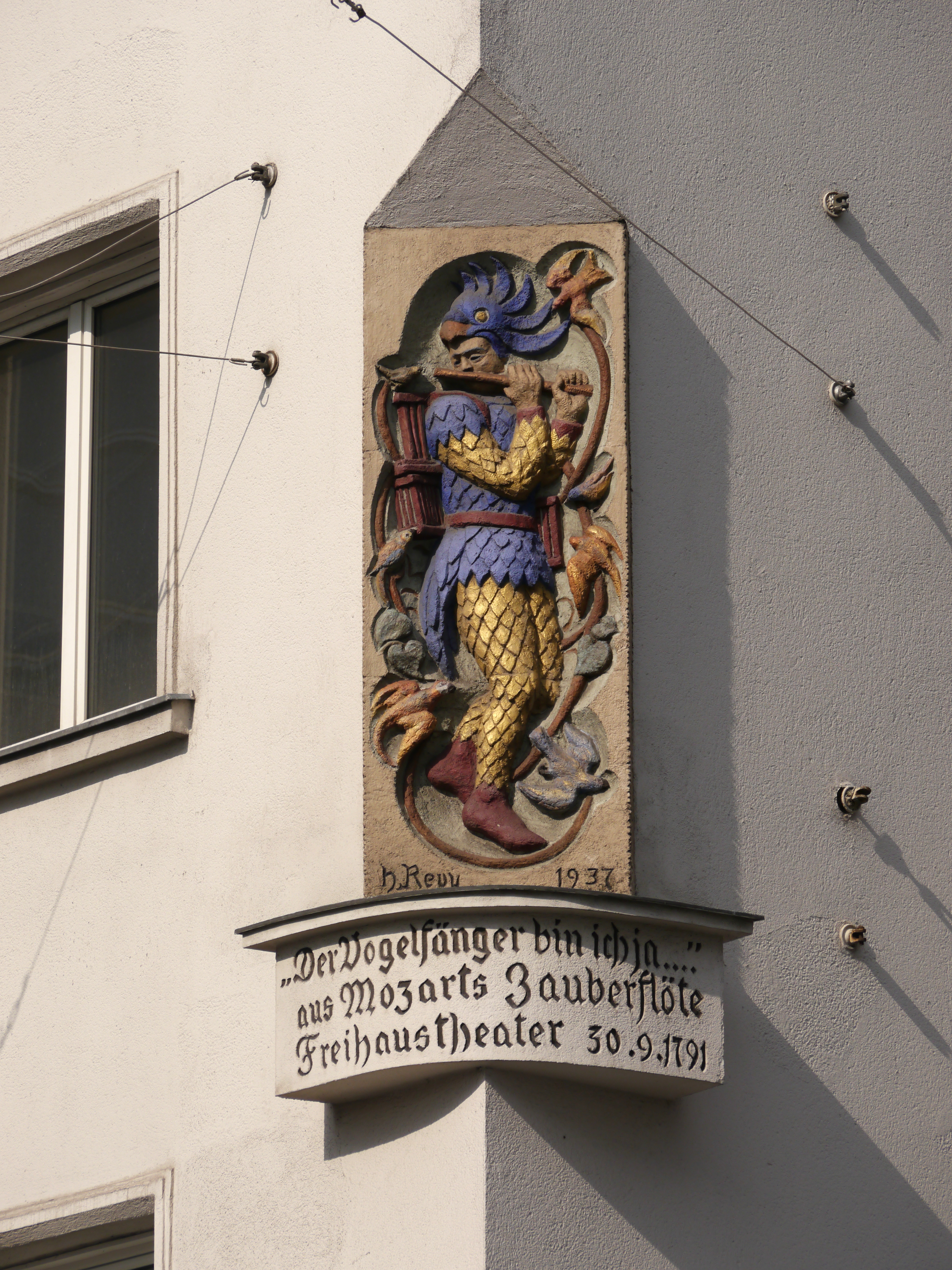
Papageno rappresentato sul muro del Theater auf der Wieden.

La prima esecuzione dell'opera avvenne al Theater auf der Wieden di Vienna il 30 settembre 1791 con lo stesso Schikaneder (Papageno) e Josepha Hofer, cognata di Mozart (Regina della notte); il compositore diresse l'opera al fortepiano. Per la realizzazione si fece ricorso a molti apparati scenici che stupirono il pubblico fra cui macchine volanti, fuochi e botole che si aprivano all'improvviso, tutti espedienti in cui Schikaneder era maestro. La compagnia di cantanti annoverava ottimi elementi: oltre a Josepha Hofer vi erano il basso Franz Xaver Gerl e il soprano Anna Gottlieb. L'orchestra era costituita da trentacinque elementi, un numero non elevato, ma più cospicuo di quello riservato ad altre esecuzioni operistiche; erano presenti anche tre tromboni, solitamente usati in occasioni speciali.
Il cartellone dell'opera riportava, oltre alle indicazioni principali sul teatro, la data e i personaggi, la seguente dicitura:
Il prezzo degli ingressi è il consueto. L'inizio è alle ore 7.»
Il primo atto non riscosse molto successo, tanto che il musicista, amareggiato, durante l'intermezzo era quasi deciso a lasciare la rappresentazione; dopo gli incoraggiamenti degli amici riprese la direzione e portò a termine l'esecuzione che ebbe infine molto successo. Nelle numerose repliche successive, venti soltanto in ottobre, i consensi aumentarono, conquistando definitivamente il pubblico e diventando per Schikaneder e il suo teatro una vera e propria "miniera d'oro".
Dopo le prime recite, Mozart scrisse in una lettera del 7 ottobre alla moglie Constanze Weber che, dopo la prima dell'opera, era partita verso Baden per sottoporsi a delle cure termali:
Il successo maggiore Il flauto magico lo avrà però in Germania, dove quest'opera diverrà di culto, tanto da esser stata definita, dopo l'altro Singspiel mozartiano Il ratto dal serraglio, un vero e proprio modello di "opera nazionale" con cui molti compositori, tra cui Beethoven, Carl Maria von Weber e Wagner si confronteranno, traendone ispirazione e spunti compositivi. Anche Goethe ne diverrà un grande sostenitore, citandolo nel suo Hermann und Dorothea; lo scrittore scriverà anche un seguito con il titolo Der Zauberflöte zweiter Teil (Seconda parte de Il flauto magico), ma nessun compositore ne compose mai la musica. Lo stesso Mozart segnò Il flauto magico come "opera tedesca" nel suo personale catalogo delle composizioni, in data luglio 1791 mentre stava realizzando la strumentazione, decretando così la nascita di un nuovo genere con la forma del Singspiel, lo stile particolare della Zauberoper e in lingua tedesca.

### Compagnia della prima
| Personaggio        | Tipologia vocale                                | Interpreti della prima 30 settembre 1791 (Direttore: Wolfgang Amadeus Mozart)     |
| ------------------ | ----------------------------------------------- | --------------------------------------------------------------------------------- |
| Tamino             | tenore                                          | Benedikt Schack                                                                   |
| Papageno           | basso                                           | Emanuel Schikaneder, il giovane                                                   |
| Pamina             | soprano                                         | Anna Gottlieb                                                                     |
| Regina della Notte | soprano                                         | Josepha Hofer                                                                     |
| Sarastro           | basso profondo                                  | Franz Xaver Gerl                                                                  |
| Le tre dame        | le prime due soprani, e l'ultima contralto      | [Johanna?] Klöpfer [Antonie?] Hofmann Elisabeth Schack                            |
| Monostatos, moro   | tenore                                          | Johann Joseph Nouseul                                                             |
| Tre fanciulli      | soprani (una voce femminile e due voci bianche) | Anna Schikaneder Anselm Handelgruber Franz Anton Maurer                           |
| Oratore del tempio | basso                                           | Kostas Damian Winter                                                              |
| Tre sacerdoti      | un tenore, due bassi                            | Urban Schikaneder, il vecchio Johann Michael Kistler [Christian H. o Franz?] Moll |
| Papagena           | soprano                                         | Barbara Gerl                                                                      |
| Due armigeri       | tenore, basso                                   | Johann Michael Kistler [Christian H. o Franz?] Moll                               |
| Tre schiavi        | parti recitate                                  | Karl Ludwig Giesecke Wilhelm Frasel Johann Nikolaus Starke                        |

## Origini del libretto
Non è semplice risalire a tutte le fonti che hanno dato origine al libretto de Il flauto magico; la storia del testo è molto complessa, certamente più elaborata rispetto a tutte le altre opere scritte da Mozart. Le fonti che risultano più legate al passato riportano a miti dell'antichità; molte sono poi quelle letterarie da cui è stato tratto spunto e le derivazioni da altre opere e autori. È necessario tener presente in particolare quanto nell'opera vi è d'ispirazione massonica.

### Fonti letterarie

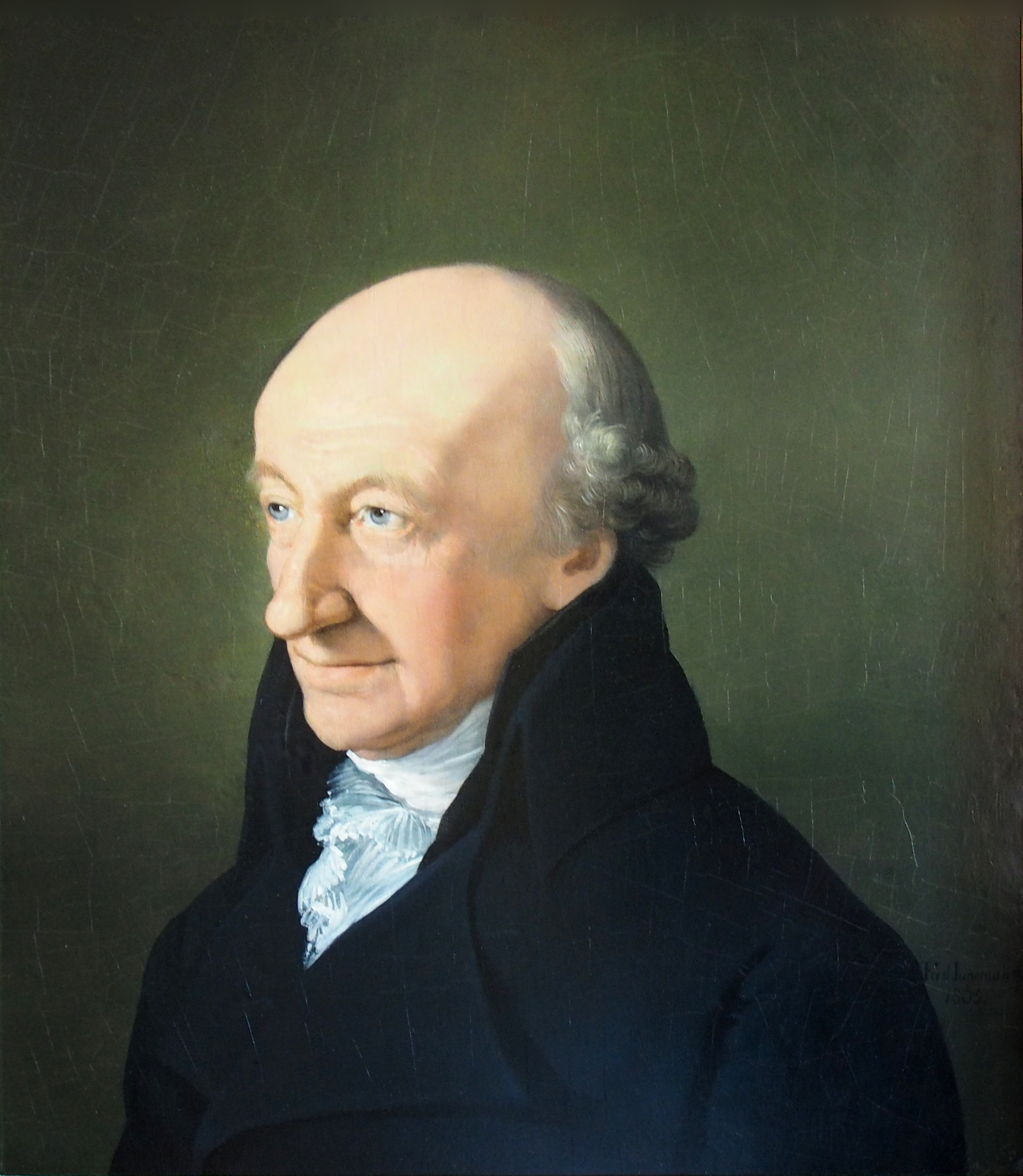
Christoph Martin Wieland.

Schikaneder, per contrastare il successo delle zauberopern con il loro argomento fiabesco ed effetti scenici sorprendenti, cercò testi e opere che potessero agevolarlo per un nuovo libretto. Esaminò inizialmente la raccolta di fiabe Dschinnistan, oder auserlesene Fee und Geister-Märchen di Christoph Martin Wieland e pensò che la favola Lulu, oder die Zauberflöte (Lulu e il flauto magico), scritta in realtà dal genero di Wieland, August J. Liebeskind, fosse una buona base di partenza per il suo lavoro. L'argomento della fiaba trattava di un principe mandato dalla Regina delle fate per sottrarre la figlia a un perfido mago che l'aveva rapita; il principe aveva come aiuti un flauto, un glockenspiel e un anello magici; l'analogia con quello che sarà poi il definitivo testo dell'opera è evidente. Sempre nella raccolta di Wieland la favola Adis und Dahy fu d'ispirazione per la figura di Monostatos: presenta infatti uno schiavo nero che, per mancanze, viene punito dal suo padrone.
Il romanzo medievale Yvain, il cavaliere del leone, scritto da Chrétien de Troyes nel XII secolo e tradotto in tedesco dal massone Karl Joseph Michaeler, attirò quasi certamente l'attenzione dei due autori de Il flauto magico; l'argomento tratta infatti di un eroe solitario che, in grave pericolo in una terra desolata, viene salvato da tre dame; inoltre, in un'altra scena, Yvain incontra un individuo selvaggio vestito con abiti così stravaganti da non sembrare umano: questi potrebbe aver ispirato la figura di Papageno
Fonti secondarie dell'opera, tratte da un repertorio fiabesco, si possono anche considerare il libretto del Singspiel Hûon e Amanda del 1789 scritto da Friederike Sophie Seyler e musicato da Paul Wranitzky. Questa stessa fiaba fu poi riadattata da Karl Ludwig Giesecke come Oberon, re degli elfi.
Alla fine del Settecento in Germania erano popolarissime le favole drammatiche di Gozzi; lo stesso Schikaneder le rappresentava spesso nel suo teatro e anche Mozart le conosceva piuttosto bene. L'influenza delle opere di Gozzi su Il flauto magico è evidente nel fantasioso intreccio fatto di mistero, ironia, divertimento, allegorie politiche e religiose di un'opera tanto raffinata quanto popolare, il tutto rivisto in una chiave di lettura massonica.

### L'ambientazione egizia

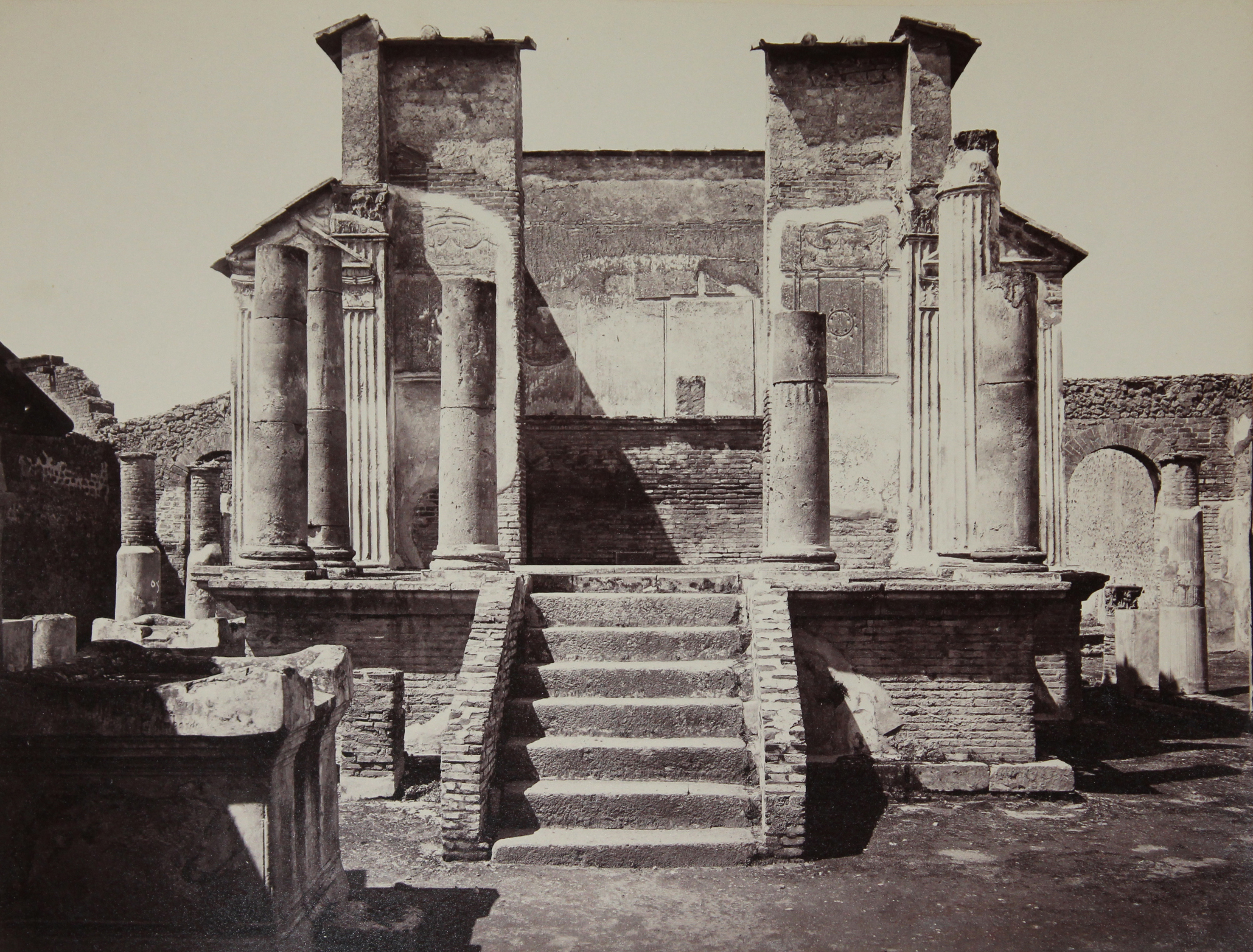
Il Tempio di Iside a Pompei che ispirò Mozart.

L'ambientazione di narrazioni in un Egitto antico e immaginario faceva parte delle storie orientaleggianti diventate di moda alla fine del settecento dopo l'allontanamento del pericolo ottomano; inoltre l'interesse per l'Egitto, o egittomania, per Mozart era un tutt'uno con la fede massonica. Pare anche che il musicista, durante un suo viaggio in Italia nel 1770, visitando Pompei fosse rimasto così impressionato dal Tempio di Iside da ricordarsene molti anni più tardi nella realizzazione de Il flauto magico.
Schikaneder cercò argomenti anche in un romanzo di Jean Terrasson Sethos, histoire, ou vie tirée des monuments, anedoctes de l'ancienne Égypte, traduite d'un manuscript grec; Terrason, professore di filologia al Collège de France, fece credere di aver tratto la storia da un antico testo greco; nella sua narrazione prevede un processo di purificazione tramite il fuoco e l'acqua. L'opera fu poi tradotta in tedesco dal poeta Matthias Claudius che, essendo massone, riuscì a diffondere in questo ambiente il romanzo che riscosse un grande successo. L'influenza che quest'opera ebbe ne Il flauto magico è notevole, a partire dai diversi riferimenti ai riti egizi, all'invocazione a Iside e Osiride, alle varie prove riservate all'iniziazione. Altra fonte d'argomento egizio fu Thamos, Konig in Aegypten di Tobias Philipp Gebler per cui il musicista aveva scritto le musiche di scena nel 1773, revisionate nel 1779. Ancora, il volume Über die Mysterien der Ägypter (I misteri dell'Egitto) di Ignaz von Born, naturalista e massone, pubblicato nel 1784 sulla rivista massonica Journal für Freymaurer, tratta del culto di Iside e Osiride e offrì presumibilmente anche qualche spunto per la figura di Sarastro.
Tamino e Pamina sono nomi di origine egizia, derivanti da Ta-Min (nome femminile) e Pa-Min (nome maschile) che significano rispettivamente serva e servo del dio Min, antica divinità dell'Alto Egitto, protettore della fecondità e della fertilità. Pietro Citati rileva che, oltre ai due nomi egizi, le stesse palme con le foglie d'oro che, tra l'altro, apparivano tra le mani dei sacerdoti di Apuleio (Le metamorfosi XI, 10), sono presenti nelle mani dei sacerdoti di Mozart (atto II, scena I) così come le strane grottesche piramidi in miniatura, che ne Il flauto magico i sacerdoti usano come lanterne o portano sulle spalle (atto II, scena XIX), erano raffigurate già nelle tombe egizie.

### Altri contributori del libretto
Un argomento che ha suscitato dubbi e discussioni è l'effettiva partecipazione di Mozart alla stesura del libretto. In realtà si sa poco o nulla sulla concreta collaborazione fra il compositore e il librettista. Il musicista, massone come Schikaneder, quasi certamente intervenne con spunti e riferimenti ai riti delle logge massoniche; è indubbio inoltre che Mozart, come anche Schikaneder, abbia volutamente trasferito nell'opera tutte le idee di altruismo e fratellanza dell'ideologia massonica. Infine, ultima ma non meno discussa questione, è l'importanza dell'intervento di Giesecke nella revisione del testo. Quando l'8 giugno 1791, a libretto quasi ultimato, andò in scena il Singspiel Kaspar der Fagottist, tratto dalla stessa fiaba che aveva ispirato Schikaneder, il librettista si vide costretto a modificarne la storia. Probabilmente fu aiutato in qualche misura da Giesecke che, come attore, faceva parte della sua compagnia ed era anche autore di libretti. Negli anni successivi Giesecke, forse in seguito al successo dell'opera, si attribuì la paternità del libretto, affermando che Schikaneder avesse scritto soltanto le parti relative a Papageno e Papagena. Studi successivi hanno però negato le sue affermazioni, inoltre lo stesso Mozart lo smentisce poiché, nel suo personale catalogo delle proprie opere, segnò Il flauto magico come "Un'opera tedesca in due atti. Di Emanuel Schikaneder".

## Trama

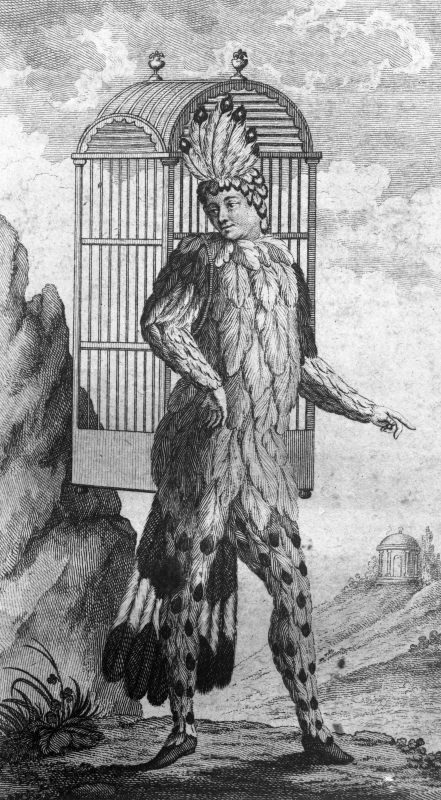
Emanuel Schikaneder primo Papageno ne Il flauto magico. Incisione di Joseph Gayl.

La trama è intricata e suddivisa in ben quindici quadri, per cui spesso non è facile seguire tutti gli svolgimenti della vicenda. La storia, piena di significati esoterici e massonici, si svolge in un antico Egitto immaginario; caratterizzata da un'alternanza di riferimenti al giorno e alla notte, si sviluppa lungo un graduale passaggio dalle tenebre dell'inganno e della superstizione verso la luce della sapienza solare con un progressivo capovolgimento di prospettiva nel ruolo dei buoni e dei malvagi, i cui poli contrapposti sono rappresentati da Sarastro e dalla Regina della Notte.

### Atto I
Paesaggio roccioso e aspro. Il principe Tamino sta fuggendo in una foresta inseguito da un grosso serpente. Chiede disperatamente aiuto, ma, al momento di essere raggiunto, cade sfinito e sviene. Giungono in suo soccorso tre Dame, ancelle della Regina della Notte, che abbattono la bestia con le loro lance d'argento; attratte dalla bellezza del giovane, discutono su chi debba rimanere con lui e chi invece abbia l'incarico di andare a riferire l'accaduto. Alla fine decidono a malincuore di lasciare il giovane per recarsi tutte e tre dalla Regina a informarla.
Entra in scena Papageno, il buffo uccellatore vestito di piume, con una gabbia sulle spalle, che suona il suo flauto. Quando Tamino riprende i sensi crede che sia stato Papageno a uccidere il serpente, e costui non nega il fatto. Tornano però le tre Dame che lo puniscono per questa menzogna, chiudendogli la bocca con un lucchetto d'oro; quindi mostrano a Tamino un ritratto della giovane Pamina dalla cui bellezza il giovane resta colpito e gli spiegano che si tratta della figlia della loro Regina, rapita da Sarastro.

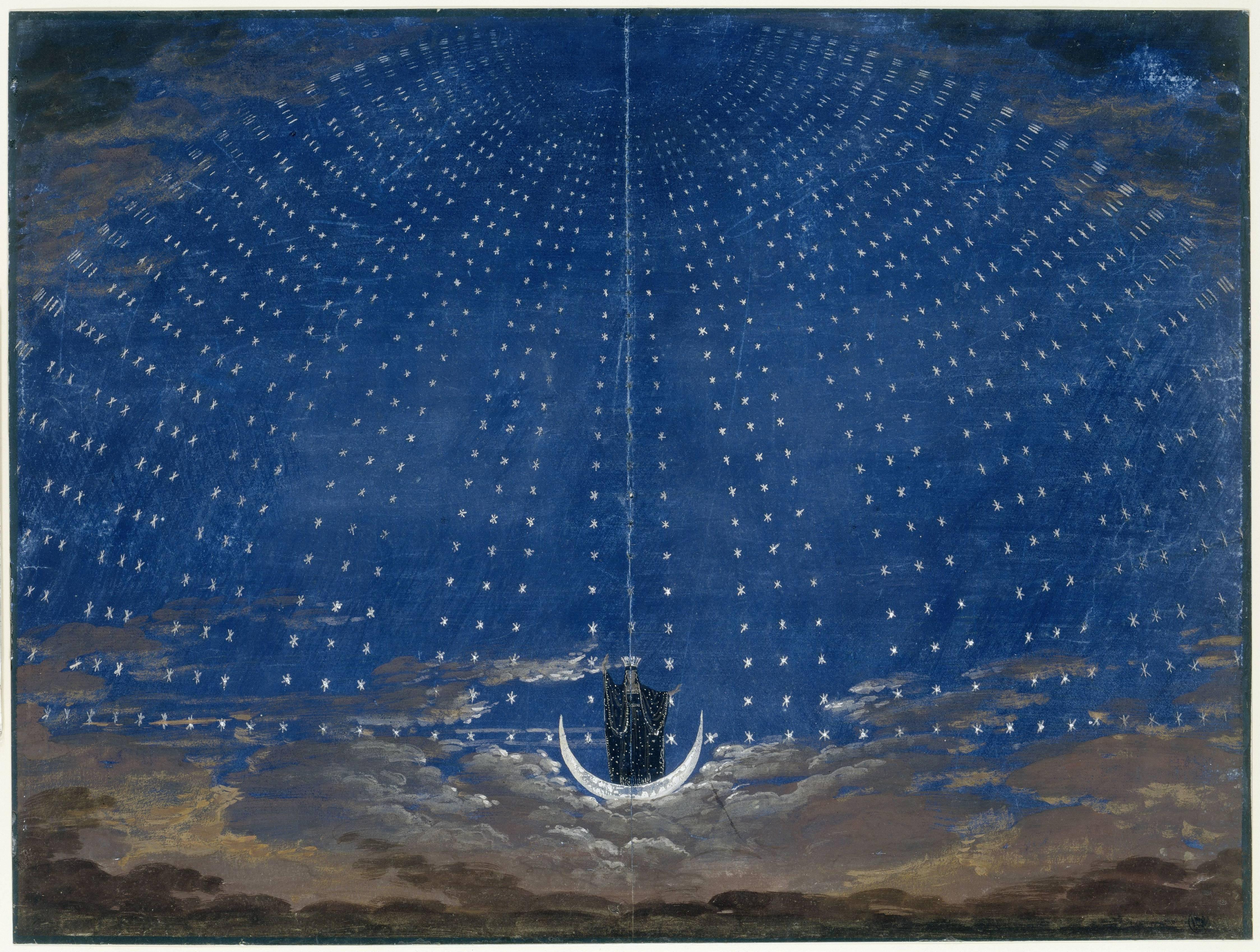
Karl Friedrich Schinkel, Apparizione della Regina della notte, guazzo 1815.

All'improvviso si aprono le montagne e, preannunciata da un fragore di tuoni, entra in scena la Regina della Notte addolorata  per la scomparsa della figlia Pamina, rapita dal malvagio Sarastro e tenuta prigioniera con un suo incantesimo; si rivolge a Tamino pregandolo di andare a salvarla e promettendogli, se riuscirà a liberarla, che lei sarà sua per sempre.
Innamoratosi della giovane alla sola vista del ritratto, Tamino decide di recarsi in suo soccorso. Le Dame tolgono a Papageno il lucchetto e gli ingiungono di aiutare Tamino; consegnano poi al principe un flauto d'oro magico e a Papageno un glockenspiel fatato. Tamino e Papageno si incamminano verso il castello di Sarastro, sotto la guida di tre fanciulli che indicheranno loro la strada.
Palazzo di Sarastro. Pamina ha appena tentato la fuga per sottrarsi a Monostatos, il moro a servizio di Sarastro, ma viene presa e ricondotta a forza da lui; dopo aver ordinato a tre schiavi di legarla, Monostatos si avvicina nel tentativo di sedurla. Papageno giunge al castello ed entra nella stanza dove è prigioniera Pamina. Alla vista reciproca, Papageno e Monostatos si spaventano a vicenda, essendo il primo bizzarramente rivestito di piume e il secondo un uomo di pelle nera. Entrambi scappano, ma Papageno riprende coraggio, riconosce Pamina e la informa che il principe Tamino è innamorato di lei ed è giunto a salvarla, poi insieme si allontanano senza esser visti.
Tamino, ancora nel bosco, è guidato dai tre fanciulli; giunge di fronte a tre templi, intitolati alla Natura, alla Ragione, e alla Sapienza. L'accesso è negato ai primi due, ma la porta del terzo si spalanca e vede uscire un sacerdote egizio che gli chiede che stia cercando. Tamino risponde amore e virtù, ma in realtà il suo cuore grida vendetta contro Sarastro. Il sacerdote informa il principe che è stato vittima di un inganno: Sarastro non è malvagio, è un maestro di saggezza che ha rapito Pamina per un giusto motivo; la verità resterà oscura a Tamino finché non si farà guidare dall'amicizia sulla via eterna del Santuario.
Sconcertato e disorientato, Tamino ascolta delle voci che gli rivelano come Pamina è ancora viva; suona il flauto magico nella speranza di farla apparire, attira a sé molti animali e riceve in lontananza la risposta del glockenspiel di Papageno che sta fuggendo dagli sgherri di Monostatos insieme alla giovane. Per sottrarsi alle loro grinfie, Papageno fa suonare lo strumento fatato, facendo ammansire per magia le guardie di Monostatos che iniziano a danzare e si allontanano.

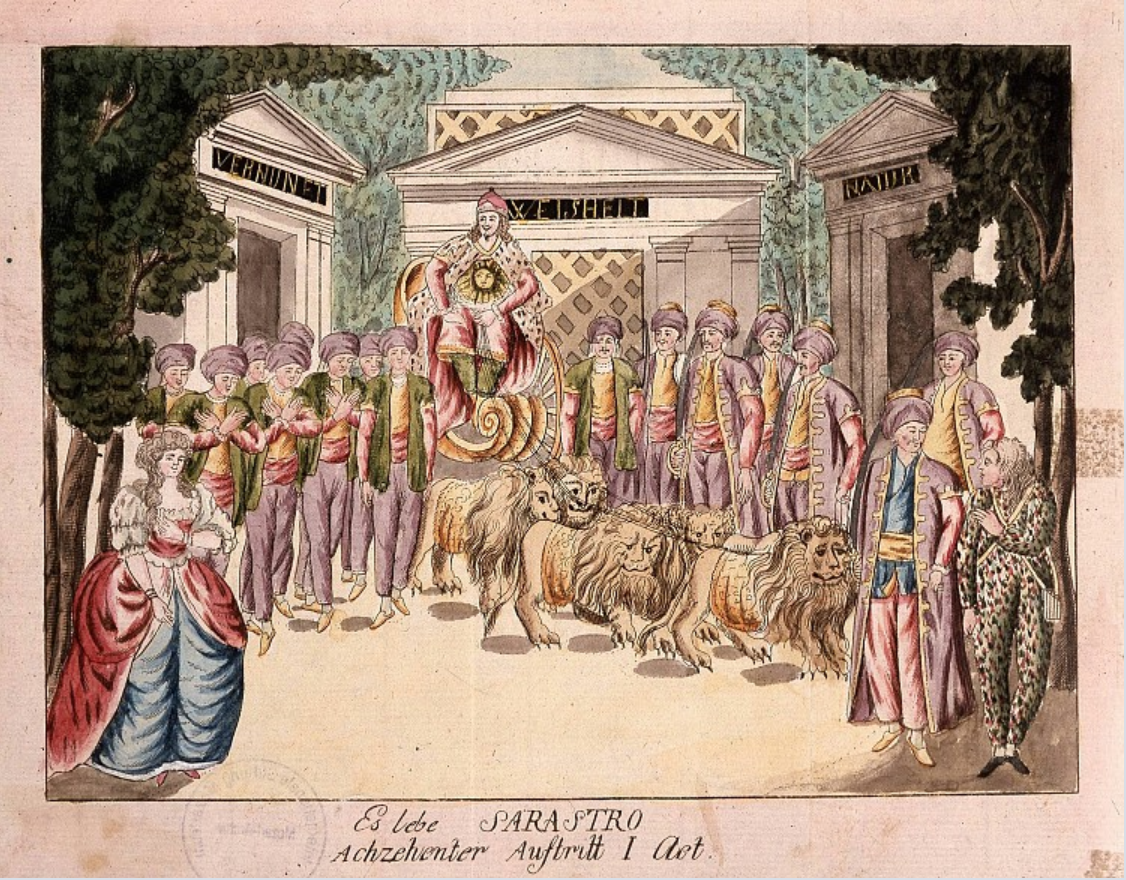
Scena raffigurante l'arrivo di Sarastro sul carro trionfale. Il flauto magico, Brno, 1793.

Giunge Sarastro su un carro trionfale condotto da sei leoni, preceduto da un corteo di devoti. Pamina gli confessa di aver tentato la fuga per sottrarsi alle insidie di Monostatos; Sarastro, con fare paterno, le spiega che per il suo bene non vuole restituirla a sua madre.
Catturato da Monostatos, Tamino viene condotto al cospetto di Sarastro. Tamino e Pamina si incontrano per la prima volta e subito si innamorano. Il moro chiede un compenso per i servigi resi, ma, contro ogni aspettativa, Sarastro lo fa punire con "settantasette frustate sulla pianta dei piedi" e libera Tamino, informandolo che, se vorrà entrare nel suo regno con Papageno, dovrà superare tre prove d'iniziazione.

### Atto II
Boschetto di acacie, al cui centro si erge una piramide. Al suono di una solenne marcia, diciotto sacerdoti avanzano con passi solenni, guidati da Sarastro, per preparare il Rito di iniziazione per l'ingresso dei nuovi adepti. Sarastro comunica che Tamino ha intenzione di sottoporsi alle prove e rivela di aver rapito Pamina perché destinata dagli Dei al nobile Tamino. Pronuncia quindi un'invocazione a Iside e Osiride, affinché assistano spiritualmente Papageno e Tamino nelle dure prove che li attendono.

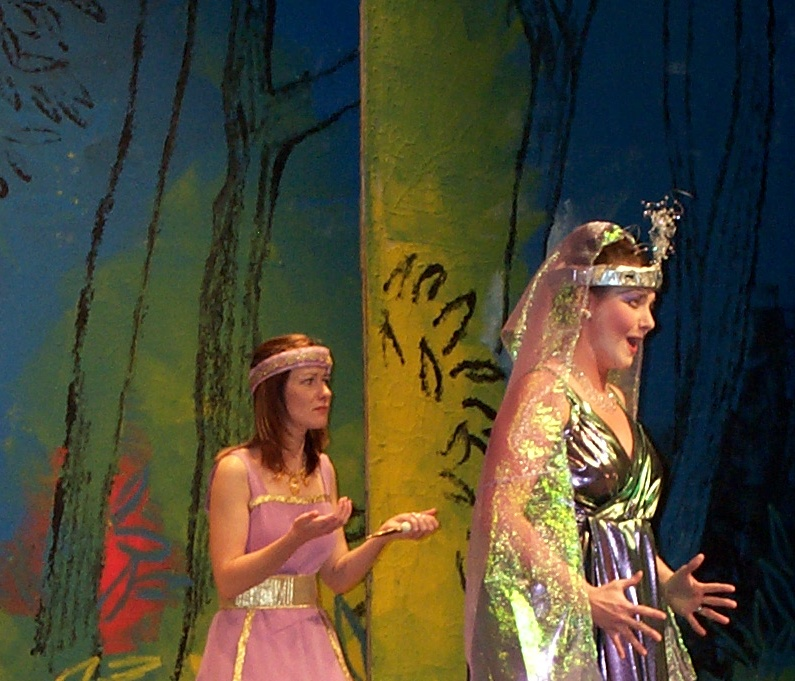
Pamina e la Regina della Notte, Fife Opera.

I due giovani sono fatti entrare nel vestibolo del Tempio della Saggezza dove vengono privati di ogni possesso e interrogati da due sacerdoti circa le loro intenzioni. Tamino risponde di voler cercare in amicizia la conoscenza e la saggezza, mentre Papageno preferirebbe invece una donna da amare. Entrambi incominciano quindi la prima prova: dovranno stare in silenzio, qualunque cosa accada. Tamino potrà vedere Pamina, ma non potrà rivolgerle la parola; Papageno potrà vedere la ragazza a lui destinata, ma dovrà tacere. Si fa buio e riappaiono le tre Dame che cercano di dissuaderli dall'entrare nella confraternita, mettendoli in guardia dalle false intenzioni dei sacerdoti. Tamino tuttavia non cede e non proferisce parola.
Di notte, in un giardino al chiaro di luna. Monostatos si avvicina furtivamente a Pamina addormentata: vorrebbe baciarla, ma, spaventato dall'arrivo di Astrifiammante, si nasconde per origliare. La Regina chiede a Pamina notizie del giovane che aveva inviato a liberarla, e va in collera quando apprende che si è unito agli iniziati. Poiché lei non può nulla contro Sarastro da quando il suo sposo lasciò a lui il Cerchio del Sole dai Sette Raggi, consegna a Pamina un pugnale affinché sia lei a uccidere Sarastro, minacciando di rinnegarla per sempre se non farà ciò che le ha ordinato. Quando la Regina se ne va, Monostatos si avvicina a Pamina, le strappa dalle mani il pugnale, le dice che soltanto cedendogli potrà salvare sé stessa e la madre. La giovane si rifiuta e il moro tenta di ucciderla; sopraggiunge Sarastro che, dopo aver scacciato Monostatos, si rivolge paternamente a Pamina e le spiega che non si vendicherà, perché solo l'amore, l'amicizia e il perdono, non la vendetta, conducono alla felicità.
Sala del tempio. Prosegue il percorso iniziatico di Tamino e di Papageno al quale si rivolge una vecchina che gli offre dell'acqua e che afferma di avere diciotto anni; appena Papageno le chiede il nome, la donna scompare con un rumore di tuono. Si avvicinano anche i tre fanciulli su una macchina volante che restituiscono loro il flauto e il glockenspiel. Pamina cerca di parlare a Tamino, ma il giovane non può risponderle. Lei crede che lui non l'ami più e, sentendosi abbandonata, è sopraffatta dal dolore.

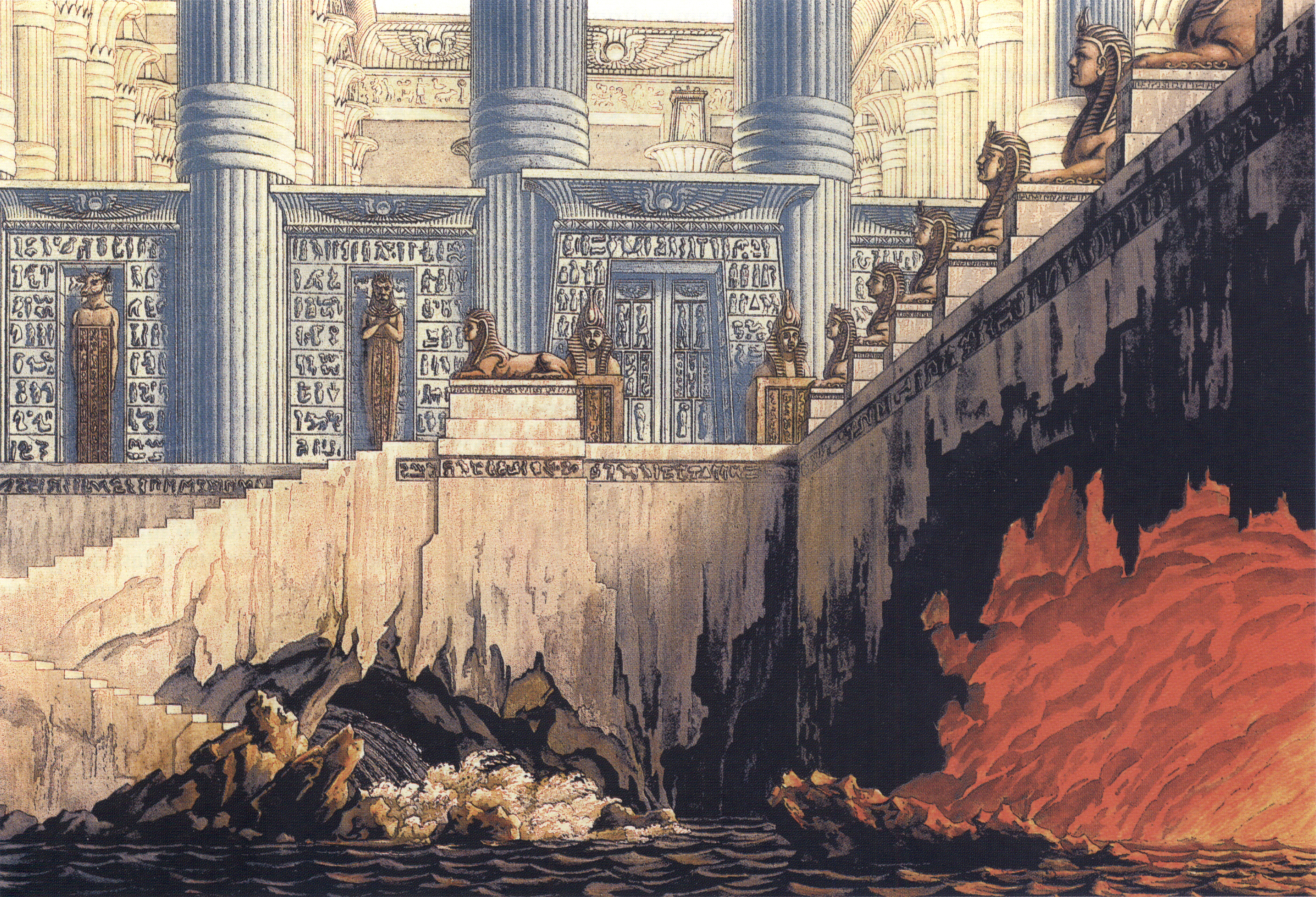
Scenografia di Karl Friedrich Schinkel del 1817 raffigurante la prova dell'Acqua e del Fuoco nei sotterranei del Tempio.

Sarastro comunica a Tamino che ha superato la prima prova e concede a Pamina di entrare per un ultimo saluto prima che il giovane si avvii per affrontare le difficili prove. Papageno, che ha infranto la regola del silenzio, non può più continuare 
il percorso; non potendo ora più godere delle gioie celesti degli iniziati, gli è concesso il piacere di una coppa di vino; quando gli viene chiesto se ha altri desideri, il giovane afferma di volere una ragazza; riappare allora la vecchia che egli dovrà sposare pena la prigione. Papageno accetta anche se riluttante; improvvisamente la vecchina si tramuta in un'avvenente ragazza di nome Papagena che però gli viene subito sottratta poiché egli non è ancora meritevole.
I tre fanciulli cantano lodi al sole che presto splenderà sul mondo facendo scomparire la superstizione. Pamina, disperata, ha con sé il pugnale della madre ed è determinata a uccidersi, ma i tre fanciulli lo impediscono e la rassicurarono sull'amore del principe proponendole di accompagnarla da lui.
Paesaggio montuoso. Due grandi montagne, una da cui esce del fuoco e l'altra da cui scroscia acqua. Due armigeri stanno a guardia di una porta che conduce alla via nei sotterranei del Tempio, via che Tamino dovrà intraprendere per poter essere purificato nella prova dei quattro elementi, con l'Acqua, la Terra, l'Aria e il Fuoco. Il giovane è in procinto di avviarsi quando giunge Pamina che vuole affrontare le prove insieme a lui. Pamina gli svela l'origine del flauto magico, strumento che fu intagliato, durante una tempesta, da suo padre, Gran Maestro di una Confraternita Solare, grazie al suono del quale ora essi, protetti da una piramide di energia, possono restare indenni contro le forze astrali. Affrontando prima il fuoco, camminando fra le fiamme, e quindi i flutti dell'acqua, superano le prove e vengono fatti entrare nel Tempio con un coro di giubilo dei sacerdoti.
Sconsolato per la scomparsa di Papagena, Papageno vorrebbe impiccarsi a un albero, ma viene fermato dai tre fanciulli che lo esortano a suonare il magico glockenspiel: subito riappare la sua innamorata che finalmente si concede a lui e insieme immaginano un futuro con tanti piccoli Papageno e Papagena.
Ancora indomiti sopraggiungono la Regina, le tre Dame e Monostatos che si è unito a loro, per uccidere Sarastro e impossessarsi del suo regno. Un terremoto li fa però inabissare e si celebra così la vittoria del Bene sul Male. Pamina e Tamino vengono accolti nel Regno Solare di Sarastro; l'opera si conclude col coro finale dei sacerdoti:
Ihr dranget durch Nacht! 

Dank sei dir, Osiris! 

Dank dir, Isis, gebracht! 

Es siegte die Stärke 

Und krönet zum Lohn 

Die Schönheit und Weisheit 

Voi avete attraversato la notte!

Sia grazie a te, Osiride!

Sia reso grazie a te, Iside!

La Fermezza ha vinto 

e per premio incorona 

la Bellezza e la Saggezza 

con eterna gloria!»

## Personaggi

### Tamino

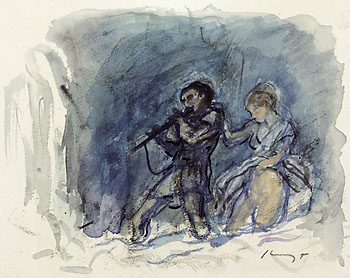
Max Slevogt, Tamino e Pamina (1920). Acquerello per Il flauto magico.

(Tenore lirico). Appare nell'opera sin dal primo momento, quando le tre Dame della Regina della Notte lo salvano dal serpente. Eroe positivo, insieme a Pamina, della storia, è un principe coraggioso, innamorato della figlia della Regina della Notte, attraverso dure prove progredisce moralmente fino a riuscire a dominare la natura con i suoi elementi. Si presenta come appassionato, entusiasta, a volte con grandi slanci emotivi e d'azione contrapposti a momenti d'esitazione e indietreggiamento, ma sempre sostenuto da una grande forza interiore quale doveva essere un credibile principe delle fiabe.

### Pamina
(Soprano). Giovane principessa, figlia della Regina della Notte, è innamorata di Tamino di cui è, anche musicalmente, la versione femminile. Solo apparentemente passiva e sottomessa, in realtà determinata a entrare insieme a Tamino nella cerchia degli iniziati. Per la sua grande dedizione all'innamorato ha una connotazione più naturale e sensibile di quella di Tamino; quest'ultimo riuscirà infine a strapparla dall'influenza nefasta della madre e a condurla nella beatitudine solare della luce iniziatica per entrare a far parte con lui di una nuova società armoniosa e più umana, senza pregiudizi.

### Papageno

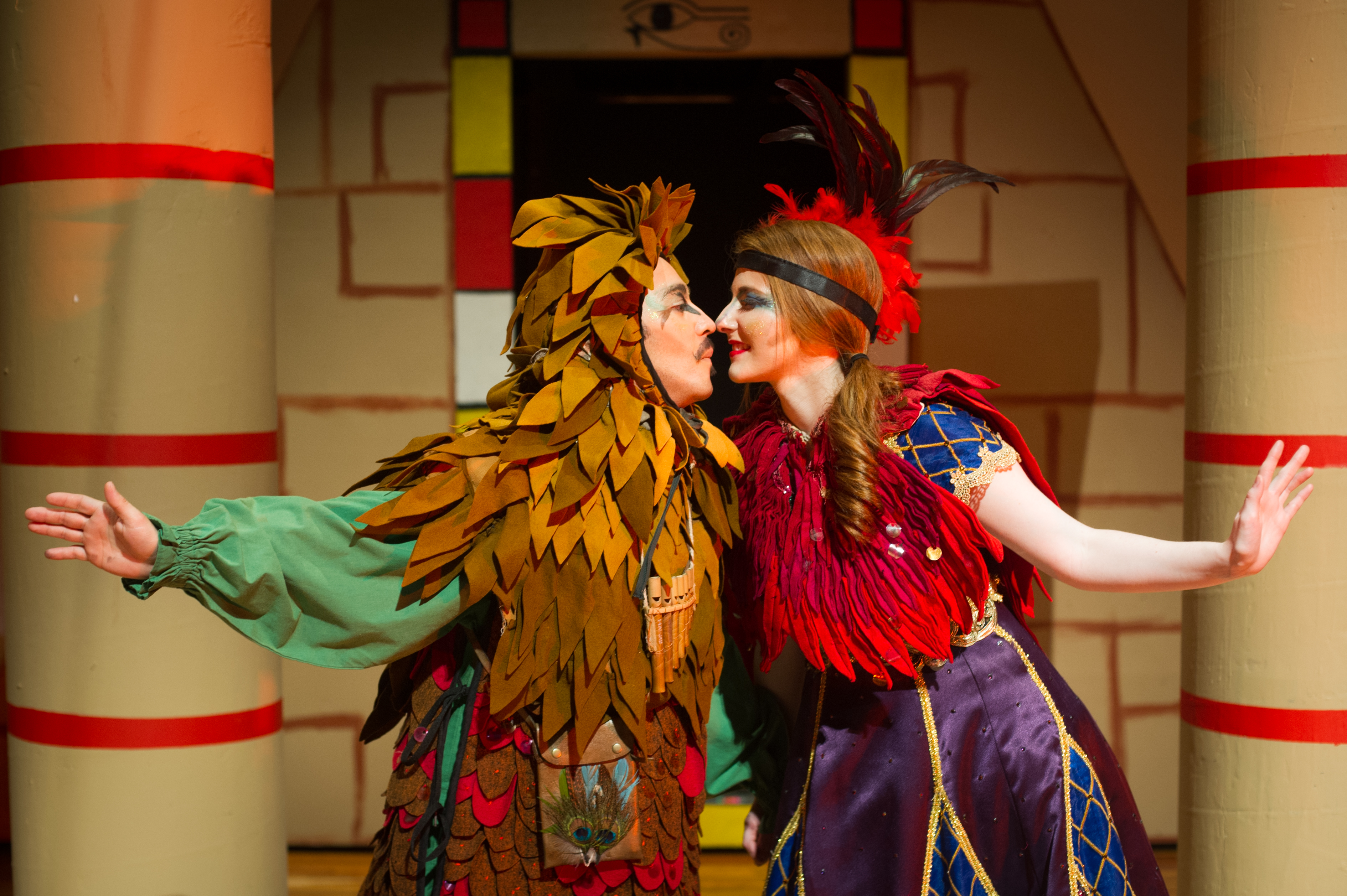
Papageno e Papagena. East Texas A&M University.

È il personaggio più riuscito di tutta l'opera, la sua parte è in genere affidata a un baritono lirico-brillante, quale era lo stesso librettista Schikaneder che lo interpretò alla prima rappresentazione. È un giovane uccellatore al servizio della Regina della notte, suona il flauto di Pan a cinque canne ed è alla ricerca di una donna da amare. Individualista e piuttosto ignorante (conosce solo la valle in cui vive e null'altro), dall'animo semplice e in sintonia con la natura, lontano dalla levatura morale e intellettuale di Tamino, funge da aiutante di costui, al quale dice, mentendo, di averlo salvato dal serpente. All'inizio dell'opera appare come un ingenuo profittatore, piuttosto bugiardo e codardo, ma in seguito si rivelerà di buon cuore e, nonostante tutto, saggio, pur rimanendo sottomesso alla dimensione istintiva e naturale. È in pratica una caricatura dei contadini dell'epoca, semplici e ingenui, ma che sapevano trarsi d'impaccio con una certa dose di furbizia. Riuscirà a coronare il suo desiderio di felicità trovando una compagna, ma non gli verrà consentito di entrare nella cerchia degli iniziati: in effetti nel pensiero massonico non tutti gli uomini potevano aspirare a un'elevazione, ma solo quella parte della nuova borghesia pronta a far parte del potere politico.

### Papagena
(Soprano). È una giovane uccellatrice; questa ragazza ha un solo obiettivo: conquistare il cuore di Papageno. Si presenta a lui per la prima volta camuffata da vecchina e gli dice come ben presto lei diventerà la sua compagna. Papageno non crede alle sue storie e scoprirà solo più tardi chi sia lei veramente. La coppia Papageno-Papagena si contrappone a quella di Tamino-Pamina; di fronte all'ideale di bellezza e spiritualità di questi ultimi, i due uccellatori rappresentano una coppia "plebea", non tanto inferiore socialmente quanto più legata a un mondo terreno e sensuale, anche se con tutte le caratteristiche di umanità evidenti negli uni come gli altri due giovani.

### Sarastro

Sarastro. Axel Sellergren, basso, 1906.

È interpretato da un basso profondo; il suo nome allude di proposito al profeta iranico Zoroastro e alle origini della grande sapienza di stampo orientale; il suo personaggio è stato molto probabilmente modellato dagli autori sull'autorevole figura di Ignaz von Born, membro carismatico della massoneria viennese. All'inizio viene dipinto come un crudele tiranno poiché ha rapito Pamina, ma egli dichiara di averlo fatto per proteggerla dalla dannosa influenza della madre, Regina della Notte, che lui definisce "superba". La figura di Sarastro, nobile e pervasa di sacralità, è la vera incarnazione del bene, è una figura risplendente di luce, dotato d'immensa sapienza; è una guida carismatica posta al di sopra di qualsiasi passione o vendetta e si contrappone nettamente alla gelida personalità della Regina, ma anche all'emotività e sensibilità dei due giovani, Tamino e Pamina, e all'ingenua naturalezza di Papageno.

### La Regina della Notte
Detta Astrifiammante, è interpretata da un soprano di coloratura che raggiunge il Fa sopracuto; è la madre della principessa Pamina, rapita da Sarastro, il quale lo ha fatto, a suo dire, per proteggerla dalla madre stessa. Vuole recuperare il Settemplice Cerchio Solare che il marito, morendo, ha consegnato, invece che a lei, a Sarastro, maestro solare di cui ella rappresenta il polo opposto e lunare. Ha a servizio le tre Dame e si serve inizialmente di Tamino e Papageno per i suoi scopi. Sprofonderà nella "notte eterna" con Monostatos e le sue aiutanti in un terremoto. La Regina è la rappresentazione di un'algida cantante all'italiana, piena d'orgoglio solo per la propria voce, quale poteva essere all'epoca il celebre soprano Aloysia Weber.

### Monostatos
Il moro, servitore di Sarastro, è interpretato da un tenore. Nei primi abbozzi dell'opera era stato considerato come il vero antagonista di Tamino; in seguito il personaggio di Sarastro ha avuto una rilevanza maggiore ed è diventato solo una figura collaterale. È un personaggio negativo, pensa all'amore solo al livello più infimo cercando di sedurre Pamina. Ha una certa corrispondenza con la figura di Osmin ne Il ratto dal serraglio, burbero e losco, senza le sue esplosioni incontrollate ma con una sottile vena comica, soprattutto nel suo eccessivo zelo nei confronti di Sarastro.

### Le tre Dame
Sono le ancelle al servizio della Regina della Notte (due soprani e un contralto), incaricate di consegnare all'uccellatore Papageno vino, pane e fichi dolci, a patto che egli catturi uccelli per la sovrana. All'inizio dell'opera le tre Dame appaiono come personaggi positivi che salvano il principe Tamino e si invaghiscono di lui; nel prosieguo dell'opera però i sacerdoti di Sarastro le presentano come tre tentatrici, il cui unico scopo è quello di aiutare la loro regina nella distruzione di Sarastro. Sprofonderanno nella "notte eterna" insieme alla regina e a Monostatos a causa di un terremoto. Come il loro corrispettivo contrapposto dei tre fanciulli, le tre Dame sono viste come un unico organismo a tre teste che con la loro vivacità sono un riflesso di superficialità e vacuità, stigmatizzate ben presto dai solenni sacerdoti.

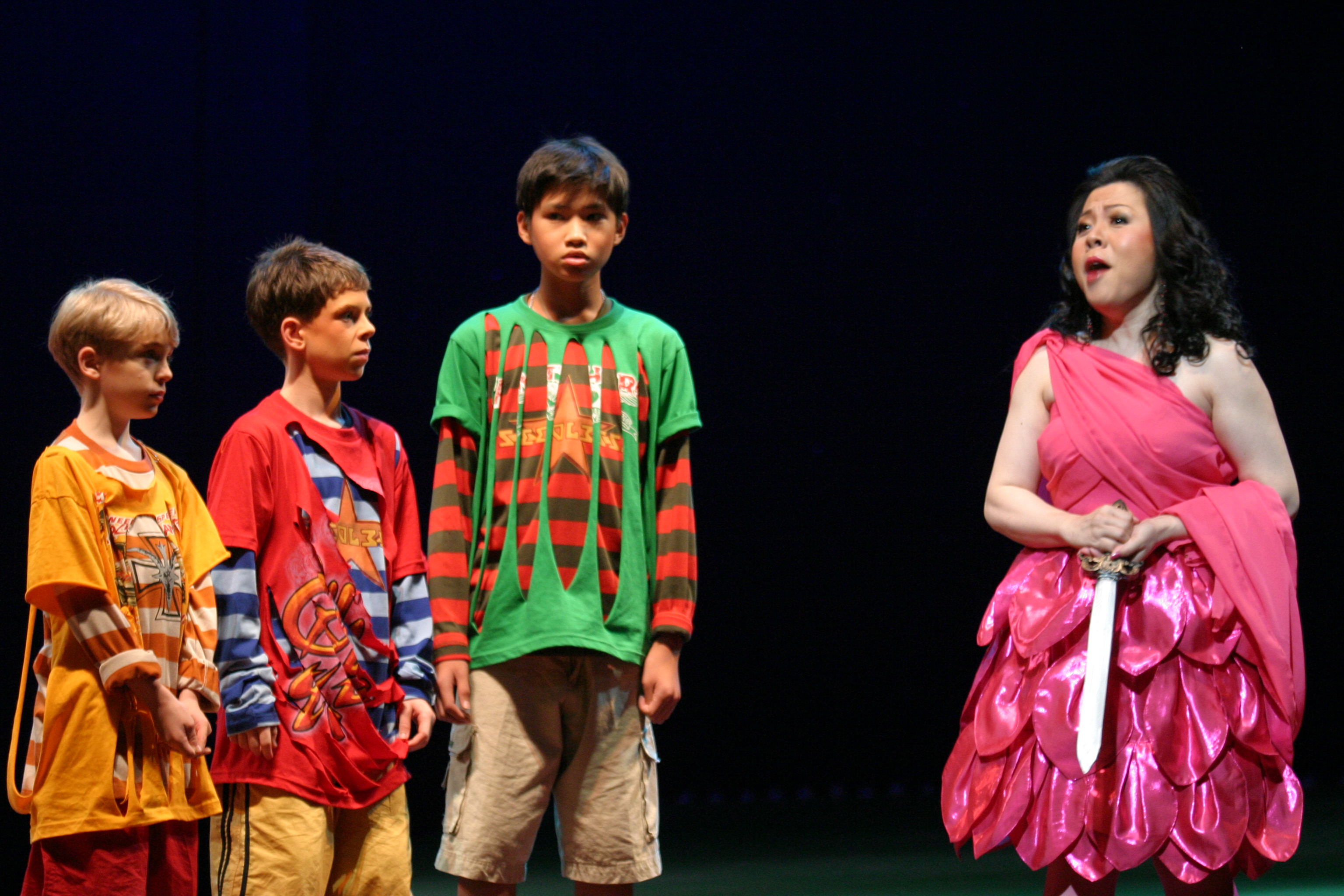
I tre fanciulli e Pamina. Bangkok Opera 2006.

### I tre fanciulli
Impersonati inizialmente dalla ventiquattrenne nipote dell'impresario, Anna Schikaneder, e da due bambini, vengono oggi interpretati indifferentemente da voci bianche o da cantanti adulte. Sono tre giovinetti che guidano e assistono Tamino e Papageno nelle loro prove, sono angioletti, simili al  piccolo popolo della natura e della tradizione folcloristica medievale, figure della magia e delle favole che saranno ben presto riscoperti e rivalutati dal primo Romanticismo. Si contrappongono simmetricamente alle tre Dame, rappresentando il mondo degli iniziati. Le loro voci hanno la magica facoltà d'indicare le azioni necessarie ai protagonisti, d'ispirare loro nuove idee e di portare a compimento la realizzazione del cerchio della gioia e della serenità.

## Struttura dell'opera

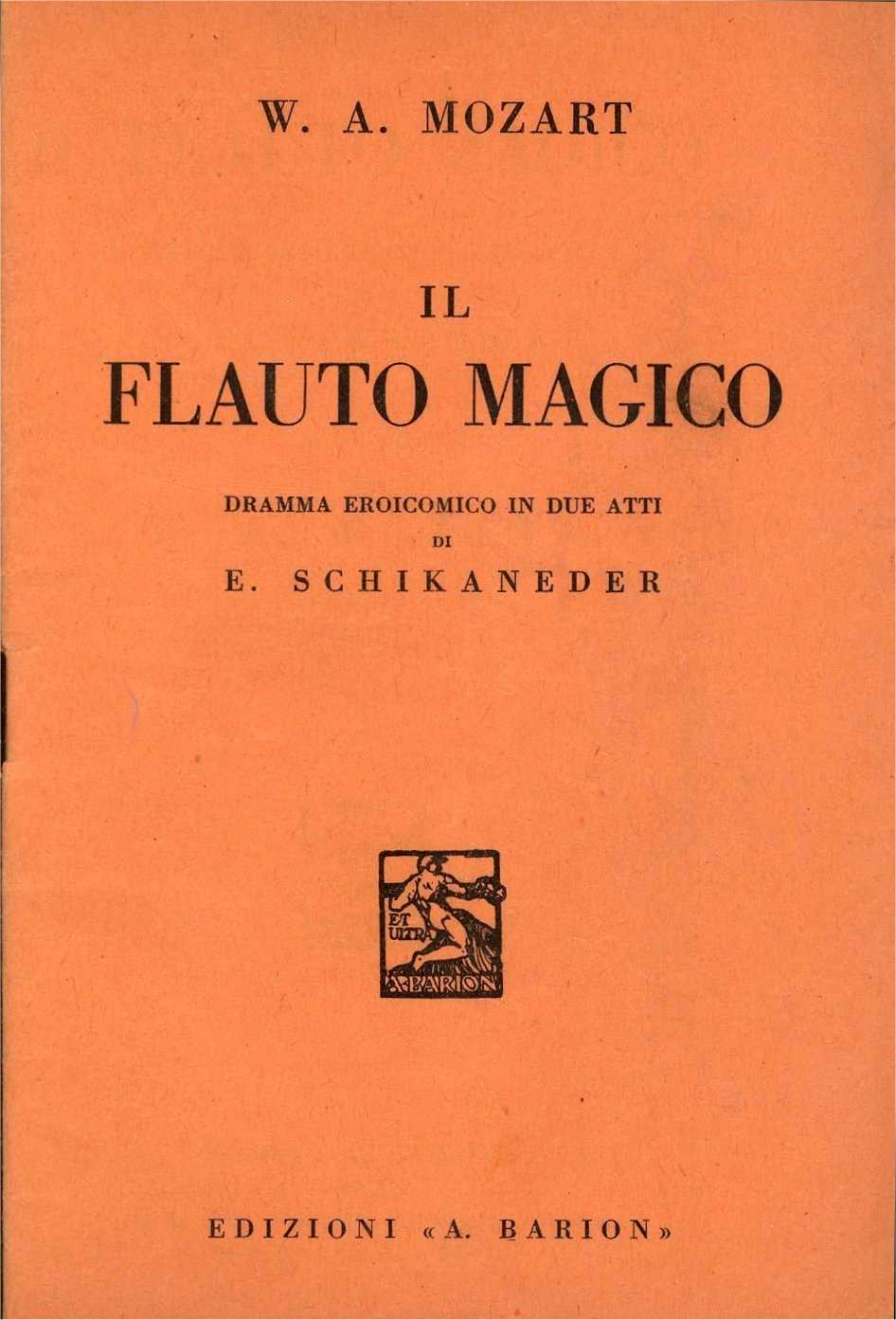
Libretto, Edizioni Barion 1940.

- Ouverture (Mi bemolle maggiore).

### Atto primo
- N. 1 Introduzione. Zu Hilfe! Zu Hilfe! Sonst bin ich verloren (Tamino, le tre Dame) (Do minore).
- N. 2 Aria Der Vogelfänger bin ich ja (Papageno) (Sol maggiore).
- N. 3 Aria di Tamino Dies Bildnis ist bezaubernd schön (Tamino) (Mi bemolle maggiore).
- N. 4 Recitativo e Aria O zittre nicht, mein lieber Sohn! - Zum Leiden bin ich auserkoren (Regina della Notte) (Si bemolle maggiore).
- N. 5 Duetto Hm Hm Hm (Tamino, Papageno). Quintetto Die Königin begnadigt dich (Tre dame, Tamino, Papageno).
- N. 6 Terzetto Du feines Täubchen, nur herein! (Monostatos, Pamina, Papageno) (Sol maggiore)
- N. 7 Duetto Bei Männern, welche Liebe fühlen (Pamina, Papageno) (Mi bemolle maggiore).
- N. 8 Finale primo Zum Ziele führt dich diese Bahn (i tre Fanciulli, Tamino) 
 Bald, Jüngling, oder nie! (Coro, Tamino) 
 Aria Wie stark ist nicht dein Zauberton (Tamino). 
 Schnelle Füsse, rascher Mut (Pamina, Papageno) (Sol maggiore) 
 Es lebe Sarastro, Sarastro soll leben! (Coro) 
 Wenn Tugend und Gerechtigkeit (Coro) (Do maggiore).

### Atto secondo
- N. 9 Marcia Entrata dei Sacerdoti (Fa maggiore).
- N. 10 Aria e coro O Isis und Osiris (Sarastro e sacerdoti).
- N. 11 Duetto Bewahret euch vor Weibertücken (Secondo sacerdote, Oratore) (Do maggiore).
- N. 12 Quintetto Wie? Wie? Wie? Ihr an diesem Schreckensort? (le tre Dame, Tamino, Papageno).
- N. 13 Aria Alles fühlt der Liebe Freuden (Monostatos).
- N. 14 Aria Der Hölle Rache kocht in meinem Herzen (Regina della Notte) (Re minore).
- N. 15 Aria In diesen heil'gen Hallen (Sarastro) (Mi maggiore).
- N. 16 Terzetto Seid uns zum zweitenmal willkommen (i tre fanciulli) (La maggiore).
- N. 17 Aria Ach, ich fühl's, es ist verschwunden (Pamina) (Sol minore).
- N. 18 Coro O Isis und Osiris, welche Wonne! (Sacerdoti) (Re maggiore)
- N. 19 Terzetto Soll ich dich, Teurer, nicht mehr seh'n? (Pamina, Tamino, Sarastro).
- N. 20 Aria Ein Mädchen oder Weibchen wünscht Papageno sich! (Papageno).
- N. 21 Finale secondo Bald prangt, den Morgen zu verkünden (i tre fanciulli). (Mi bemolle maggiore) 
  Du also bist mein Bräutigam? (Pamina, i tre fanciulli) 
 Triumph, Triumph, Triumph! (Coro) 
 Papagena! Papagena! (Papageno) 
  Pa pa pa pa! (Papageno, Papagena) (Sol maggiore) 
 Heil sei euch Geweihten! (Coro) (Mi bemolle maggiore).

## Elementi culturali
Vari sono gli elementi culturali che confluiscono ne Il flauto magico:
- Il genere fiabesco-meraviglioso settecentesco (flauto e glockenspiel dalle proprietà magiche, apparizioni di animali e di genietti, montagne che si aprono svelando meravigliose sale).[54]
- L'illuminismo e il giusnaturalismo (la comune natura umana che si fonda sulla dignità dell'individuo e l'aspirazione dell'uomo alla saggezza, alla ragione e al rapporto armonico con la natura).[55] Tutte le connotazioni positive proprie dell'illuminismo vengono però a confluire nell'opera nel mito dell'amore universale e in tutti quegli aspetti fantastici che vanno al di là della ragione e che andranno ben presto a ritrovarsi nel Romanticismo.[56]
- La massoneria (riti d'iniziazione per accedere ai misteri e alla luce, invocazioni delle divinità egizie Iside e Osiride, comunità dei seguaci di Sarastro, ricca simbologia con particolare riferimento ai numeri e alla misteriosofia).[57]
- La tradizione popolare con personaggi e maschere come l'Hanswurst e il Kasperl viennese (l'umile, il popolaresco, il comico, il semplice, il naturale e il bonario che sono racchiusi nella figura di Papageno).[58]

## Chiavi di lettura
Il flauto magico è stato interpretato utilizzando varie chiavi di lettura: oltre che come fiaba, è stato letto anche come racconto etico massonico, come storia a contenuto illuminista o ancora come metafora politica. Oltre al filone razionalista della cultura massonica del Settecento, l'opera è caratterizzata da un afflato mistico-spirituale e dall'attrazione per i misteriosi scenari dell'Oriente. Mozart vi affronta tematiche tipiche della cultura massonica, a lui care: morte e rinascita a nuova vita dell'essere umano, rapporto tra terreno e ultraterreno, iniziazione e prova come cammino per giungere all'amore universale e alla libertà che è un tutt'uno con la conoscenza.
La Rivoluzione francese porterà a "politicizzare" i personaggi: la perfida Regina della Notte sarà associata all'odiato Ancien Régime ed è vista da alcuni come la rappresentazione di una deleteria forma di oscurantismo, mentre altri la identificano come la rappresentazione dell'imperatrice Maria Teresa che nel 1765 bandì la Massoneria dall'Austria. Sarastro invece verrà accomunato alle idee dell'Illuminismo e visto come un progressista ante litteram.
La vicenda racconta però anche lo sviluppo di un individuo che, da giovane, inesperto che era, diventa saggio, sapiente e uomo adulto attraverso la scoperta dell'amore e il superamento di varie prove iniziatiche. Durante questo percorso formativo, il giudizio di Tamino sui due Regni nemici si capovolge: il bene, inizialmente fatto coincidere con il Regno Lunare della Regina della Notte in quanto vittima del rapimento della figlia, finirà per essere identificato col Regno Solare di Sarastro, prima giudicato come malvagio; nel suo Regno Tamino troverà ragione e saggezza, troverà anche la capacità di agire seguendo dei nuovi valori.
Inoltre alcune caratteristiche di questo viaggio iniziatico hanno suggerito anche alla dantista Maria Soresina la possibilità di un parallelo con il percorso di Dante Alighieri nella Divina Commedia che viene proposta come una diversa chiave di lettura dell'opera. Molte sono le corrispondenze indicate; Mozart, come Dante, è visto animato da una grande speranza in una futura vittoria della ragione sull'oscurantismo in un mondo in cui domineranno tolleranza e rispetto fra gli uomini. Tamino inizialmente si trova di fronte a un serpente e chiede aiuto, allo stesso modo Dante fugge davanti alla lupa e invoca il soccorso di Virgilio. Ancora, nel percorso iniziatico Tamino è guidato e aiutato da Pamina, così come Dante lo è da Beatrice 

## Influenze massoniche

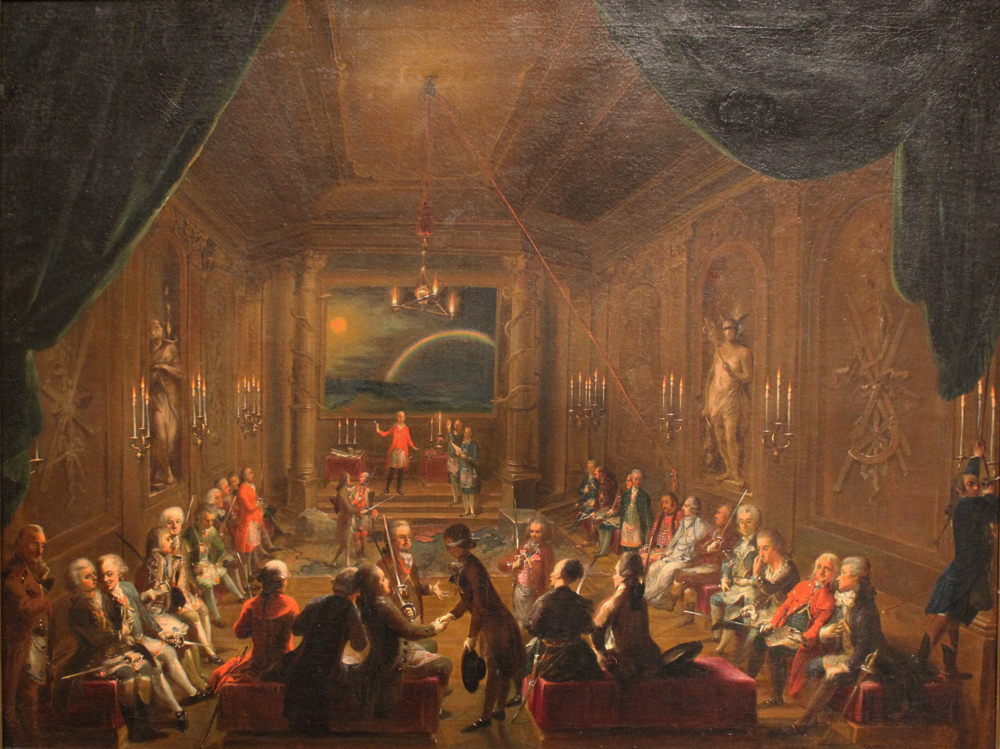
Cerimonia di iniziazione di una loggia massonica viennese. Si ritiene che all'estrema destra siano raffigurati Mozart e Schikaneder. Dipinto di Ignaz Unterberger, 1789.

Mozart aveva aderito alla Massoneria nel 1784, poco dopo si affiliò il padre Leopold; anche Schikaneder e Giesecke erano massoni. La decisione del musicista di entrare nell'associazione non fu indotta da motivi utilitaristici, ma da una seria convinzione; in essa trovò infatti l'affermazione di un forte ideale di legge morale e l'importanza data all'umanità e all'amicizia.
Scrivendo Il flauto magico gli autori vi fecero confluire le loro idee di fratellanza e di solidarietà, ma idearono l'opera in modo tale che le allusioni alla massoneria fossero racchiuse all'interno di una fiaba affinché fosse comprensibile a un pubblico molto vasto, su più livelli, quello popolare e quello elitario. Per quanto sia permeato dal pensiero massonico e le simbologie ne rappresentino una sorta di filo conduttore, Il flauto magico non è precisamente un'opera massonica, è soprattutto un Singspiel, popolare e raffinato al tempo stesso, ricchissimo di spunti culturali, d'idee e riferimenti di diversa estrazione.
Dopo le prime rappresentazioni i messaggi presenti, evidenti o sottintesi, hanno dato origine a una moltitudine d'interpretazioni. Oggi sono comunemente accettate le influenze massoniche ne Il flauto magico, anche se non dovrebbero essere troppo sopravvalutate. Una prima lettura dell'opera in questo senso fu fatta già nel 1794, ma il primo che ne fece un'analisi accurata fu Moritz Alexander Zille con un pamphlet pubblicato a Lipsia nel 1866 dove l'autore identificava Pamina con il popolo austriaco e Sarastro con Giuseppe II, anch'egli affiliato alla massoneria. Goethe, massone anch'egli, aveva una predilezione per quest'opera e, pur ammettendo le inverosimiglianze del libretto, affermò che tutti i controsensi della vicenda si potevano spiegare con "un significato più alto".
Tramite l'opera gli autori descrivono il rituale d'ingresso alla massoneria, un processo d'iniziazione che dà la possibilità all'uomo di giungere alla conoscenza; importante simbolo di questo rituale è proprio il passaggio dalle tenebre alla luce, ovvero dall'ignoranza alla conoscenza. Tamino e Pamina, superate le prove, verranno infatti accolti nel Tempio del Sole di fronte a Sarastro con un'accoglienza riservata solo ai confratelli che giungono a ottenere la Sapienza.
Le simbologie massoniche sono presenti in tutta l'opera, tanto nel libretto quanto nella partitura. Già nell'Ouverture l'Adagio introduttivo, cupo e denso di tensione, simboleggia l'oscurità, e l'Allegro, vivo e luminoso, conduce al mondo della saggezza. L'uso di una sequenza ritmica che batte tre colpi in successione era parte del rituale della massoneria; è significativo che, già nella parte iniziale dell'Ouverture, la musica riprenda, dopo una piccola pausa, con tre accordi ripetuti tre volte. E il tre, numero simbolico, si ritrova in tutta l'opera: tre sono le Dame al servizio della Regina, tre i fanciulli, tre gli schiavi, tre le porte dei templi, tre le apparizioni della Regina, tre volte si sente il rumore di tuono, tre sono i bemolle in chiave della tonalità di Mi bemolle maggiore e ancora le linee melodiche presentano quasi sempre costruzioni fondate sulla triade.

## Stili e forme musicali
Oltre alla presenza nel libretto di un gran numero di derivazioni, ispirazioni e stili, anche nella partitura de Il flauto magico si ritrovano un grande numero di diversi stili musicali; questa grande eterogeneità consente all'autore di utilizzare molte forme musicali. Mozart crea un nuovo stile operistico basato sulla fusione di molteplici elementi in una gamma così ampia che va dalla polifonia barocca fino alle soglie della musica ottocentesca. Si possono identificare rimandi a varie forme e generi, fino a vere e proprie citazioni:
- L'Ouverture, ad esempio, riprende il tema principale della sonata in Si bemolle maggiore Op. 24 n. 2 di Muzio Clementi.[N 13] Da notare l'utilizzo di alcune caratteristiche tipiche dell'Ouverture operistica, costituita da un'introduzione lenta, in un marcato ritmo puntato, seguita da un vivace movimento in stile fugato; con il passaggio dal severo Adagio all'Allegro, indica e prepara ai successivi eventi dell'opera.[76]
- Il Lied strofico della tradizione viennese, bipartito in luogo della tripartizione tipica dell'aria italiana; esempio è Ein Mädchen oder Weibchen cantata da Papageno e diventata nei paesi di lingua tedesca un vero canto popolare. Nelle due arie di Sarastro (O Isis und Osiris e In diesen heil'gen Hallen) è da rilevare una derivazione da Gluck, ma al tempo stesso il lied popolare vi conferisce un tono di garbo melodico venato di nostalgia.[19]
- Corale luterano, fuga e contrappunto con particolare riferimento a Bach e Handel che Mozart aveva potuto approfondire tramite il barone Gottfried van Swieten; in particolare è presente il Corale luterano figurato, cantato dai due armigeri che fanno la guardia alle porte, nel brano Ach Gott vom Himmel sieh darein, tratto da un manuale di scrittura compositiva di Johann Philipp Kirnberger, realizzato con un contrappunto rigoroso che serve a rimarcare la durezza delle prove affrontate da Tamino e Pamina; da notare la derivazione, forse voluta, da alcune modalità musicali dalle Passioni di Johann Sebastian Bach.[50]
- Recitativo accompagnato secondo il modello che Gluck aveva introdotto nelle sue opere francesi; un esempio si trova nel finale del primo atto nella scena dell'Oratore quando Tamino ha un primo incontro con gli Iniziati; è un dialogo solenne che esalta il suono della parola, sottolineando la particolare musicalità della lingua tedesca e utilizzando un'attenzione precisa all'utilizzo delle parole senza ricorrere a cadenze di stampo convenzionale.[4]
- L'opera italiana, in particolare l'opera buffa, è presente nella leggerezza e vivacità dei concertati, come nella parte delle tre dame all'inizio del primo atto; la tipica Aria lirica italiana è rappresentata sia in quella di Tamino (Dies Bildnis ist bezaubernd schön) sia in quelle con colorature, anche derivante dall'opera seria, che si ritrovano in diversi momenti delle arie di Pamina e soprattutto in quelle della Regina della Notte.[4]

## Organico orchestrale
Ottavino, due flauti, due oboi, due clarinetti (anche corni di bassetto), due fagotti, due corni, due trombe, tre tromboni, timpani, gong; gli archi comprendevano: cinque primi violini, quattro secondi violini, quattro viole, tre violoncelli, tre contrabbassi.
Come in diverse altre opere liriche mozartiane la parte strumentale cambia per i diversi brani. Resta sempre di base la sezione degli archi a cui di volta in volta vengono abbinate varie combinazioni di fiati o di percussioni. Il flauto, strumento che dà il titolo alla composizione, è presente come solista poche volte e solo in momenti di importanza rilevante.

## Analisi musicale
Il flauto magico è un Singspiel e come tale presenta un'alternanza di prosa e musica. Ogni sezione musicale è stata scritta da Mozart in modo ben definito, e si può dire che rappresenti una "composizione" a sé stante. Soltanto nelle parti finali dei due atti la partitura prevede un continuo susseguirsi dei brani senza soluzione di continuità. Purtroppo spesso nelle rappresentazioni si tende a limitare la parte parlata tagliando diversi dialoghi, ciò è a discapito della tenuta drammatica del lavoro, diminuendo il tal modo la tensione e l'attesa per gli sviluppi musicali successivi.
Partendo da un libretto a tratti astruso e pieno di incongruenze, Mozart è riuscito a trasformare le vicende con la sua musica, fondendo storie, miti, leggende e simbologie in un aspetto fiabesco e creando una nuova immagine di un'umanità più libera e consapevole. La vicenda viene depurata da quanto vi possa essere di accentuazione troppo umana, ma anche da tendenze eccessive misteriosofiche o di derivazione massonica; tutto, anche il dramma, viene filtrato dalla chiarezza della musica che trasfigura in senso luminoso ogni cosa.

### Ouverture
Il brano d'apertura, in Mi bemolle maggiore, fu scritto da Mozart dopo aver composto tutta l'opera, due giorni prima della rappresentazione; in tal modo riuscì a indicare nella parte iniziale tutti gli ulteriori sviluppi musicali e il graduale simbolico passaggio dall'oscurità alla luce. La partitura prevede subito un triplice accordo che ha un significato di attesa e prefigura già, con solennità, l'arrivo di Sarastro; gli sviluppi successivi dell'azione si intuiscono nel Fugato a quattro voci che segue, per poi giungere all'Allegro con i conseguenti significati di positività e solarità.

### Atto primo
L'introduzione all'atto esordisce in modo drammatico in Do minore (unico caso nelle opere liriche del musicista) per sottolineare, con la caratteristica cupa e angosciosa della tonalità, il momento più critico e difficile di Tamino nel suo percorso. L'Allegro agitato presenta una particolare connotazione ritmica che accompagna il protagonista nella sua fuga dal serpente e l'invocazione di aiuto: Zu Hilfe! Zu Hilfe! Sonst bin ich verloren (Aiuto! aiuto! o io sarò perduto). Dopo l'intervento delle tre Dame entra in scena Papageno che si propone subito con un'aria spensierata derivata dal Lied popolare tedesco: Der Vogelfänger bin ich ja (L'uccellatore ecco io sono); costruita da una breve introduzione e due strofe, è sostenuta, oltre che dal quintetto d'archi, da oboi, fagotti e corni ed è arricchita dalla piacevole cadenza di una scaletta di cinque note del flauto suonato dall'uccellatore. La figura di Tamino assume una sua più veritiera presenza con la celebre "Aria del ritratto", Dies Bildnis ist bezaubernd schön (Questo ritratto è di una bellezza incantevole) dove il suo sentimento per Pamina, nato solo alla vista dell'immagine, si effonde con intensi tratti lirici. Il brano, semplice e raffinato al tempo stesso, è costruito su una linea melodica discendente a cui corrisponde una seconda parte ribaltata, realizzata su una melodia ascendente; il canto si effonde in piena libertà, con ricchezza di cromatismi, sostenuto da una parte orchestrale leggerissima eseguita da archi, due clarinetti, due fagotti e due corni.
L'apparizione della Regina della notte è concentrata tutta sulla grande aria che interpreta: O zittre nicht, mein lieber Sohn! (O non tremare, mio caro figlio); il brano, preceduto da un'introduzione orchestrale, è costruito in tre parti in modo tradizionale: recitativo, adagio e allegro, strettamente legate da un rapporto di tonalità. L'aria è nella più tipica delle tradizioni dell'opera seria italiana con vocalizzi e colorature. Questa caratterizzazione è stata scelta da Mozart per indicare la tipologia regale del personaggio, ma anche per stigmatizzare la sua particolarità spietata e glaciale. In particolare nella seconda sezione dell'aria, nell'incitamento a Tamino, dove è più intensa la parte riservata alla coloratura, il vigore del canto e le brevi, ma notevoli fioriture connotano di grande difficoltà l'interpretazione, soprattutto per i sopracuti di notevole arditezza.
Uscita di scena la Regina ritorna Papageno che, con la bocca chiusa, mugola (Hm Hm Hm) in un divertente duetto con Tamino; l'alternarsi di note discendenti e ascendenti, sostenute da una base decisamente ritmica, simula lo sconforto dell'uccellatore; l'arrivo delle tre Dame dà origine a uno dei due quintetti dell'opera: Die Königin begnadigt dich (La Regina ti perdona). Il discorso musicale procede articolato e serrato fino alla consegna del glockenspiel a Papegeno con una sonorità orchestrale luminosa espressa particolarmente dai violini, accompagnati da oboi e fagotti. Un bellissimo andante porta a conclusione la pagina, tra le più notevoli della composizione. Da notare che mentre le Dame consegnano a Tamino il flauto magico, nell'orchestra questo strumento non viene utilizzato, come a non voler inutilmente e banalmente sottolineare l'importante presenza del flauto in scena.
Sullo sfondo dei templi di Sarastro il Finale del Primo atto presenta un susseguirsi di brani senza interruzioni; i tre fanciulli si esprimono con voci cristalline in un tema di lineare semplicità, realizzato con una scrittura originalissima che è a metà fra il coro e il terzetto di voci differenziate nella tessitura vocale. Quando Tamino apprende finalmente che Pamina è viva decide di usare per la prima volta il suo flauto; la melodia in Do maggiore di un Andante, accompagnato dagli archi, dagli oboi e dai fagotti, è così dolce e delicata da far apparire molti animali e a far ammansire le belve. Di riscontro il suono fatato del glockenspiel di Papageno crea una nuova magica atmosfera facendo improvvisamente danzare e allontanare gli schiavi di Monostatos. Un Allegro maestoso con sonori squilli di trombe annuncia l'arrivo di Sarastro. Il suo duetto con Pamina è costruito su una melodia discorsiva sostenuta da archi, flauti, oboi e corni di bassetto. L'atto si conclude con un Presto nella luminosa tonalità di Do maggiore; l'interpretazione del coro crea un'atmosfera festosa, accompagnata da un'orchestrazione scintillante.

### Atto secondo
I sacerdoti, guidati da Sarastro, avanzano con una lenta marcia in Fa maggiore dalla sonorità solenne esposta dal tutto orchestrale, in pianissimo, in cui i corni di bassetto riescono a creare un particolare clima mistico. Un triplice accordo sottolinea ancora la presenza di Sarastro la cui voce di basso profondo interpreta una delle arie più celebri dell'opera,  O Isis und Osiris. La preghiera, accompagnata dal coro,  si svolge con grande garbo melodico su un ritmo di valzer lento. La magistrale arte di Mozart è riuscita a trasfondere nelle note intensamente gravi del basso una sensazione di grande calma e tranquillità che illumina con serenità tutto ciò che lo circonda. Tutta l'aria è pervasa da una sensazione magica di mistero a cui contribuisce l'orchestrazione particolare con corni di bassetto, fagotti, tromboni, viole e violoncelli. Dopo che Tamino e Papageno sono entrati nel tempio della Saggezza, un nuovo arrivo delle tre Dame dà origine al secondo quintetto; è un momento drammatico sottolineato dal vigore dell'orchestra a cui partecipano con enfasi anche i tromboni in un deciso Allegro.
Monostatos interviene, quando tenta di baciare Pamina, con l'aria Alles fühlt der Liebe Freuden (Chiunque prova le gioie dell'amore) dall'aspetto leggero e scorrevole, quasi da "canzonetta"; in questo brano Mozart crea, con la linearità e la semplicissima costruzione ritmica dell'accompagnamento, una riuscita sottolineatura del carattere del personaggio, un po' primitivo e piuttosto puerile. Un improvviso fragore di tuono annuncia la seconda apparizione della Regina della notte che interpreta la celeberrima aria Der Hölle Rache kocht in meinem Herzen (La vendetta dell'inferno ribolle nel mio cuore). Il brano, intensamente drammatico, è nella tragica tonalità di Re minore. Le possibilità vocali del soprano sono portate al limite, con una coloratura che qui è totalmente parte integrante dell'aria  e che conduce la voce a ottenere vere e proprie qualità strumentali. Il brano non può però essere considerato un mero esempio di pezzo di bravura: è l'espressione musicale di sentimenti profondi di ira e desiderio di vendetta; anche la complessa parte strumentale con flauti, oboi, fagotti, corni, trombe, timpani e archi, contribuisce a indicare la potenza e l'aspetto ardimentoso del brano.
Quando sopraggiunge Sarastro, l'aria che intona, In diesen heil'gen Hallen (In queste sacre sale), è in antitesi in ogni aspetto con quella della Regina. Dall'oscuro Re minore si passa a un luminoso Mi maggiore, dal Fa sovracuto al Fa diesis basso, quasi quattro ottave sotto. La partitura, più che il libretto, sottolinea in modo marcato la contrapposizone dei due personaggi e i loro ambiti, quello delle tenebre e quello della luce. Pamina, pensando di essere stata abbandonata, effonde il suo dolore in una delle arie più commoventi e intensamente liriche scritte da Mozart: Ach, ich fühl's, es ist verschwunden (Ah, lo sento, è svanita!). Il brano, in 6/8 e nella tonalità di Sol minore, riporta all'antica danza Siciliana e ha protagonista assoluta la voce nella sua piena espressione accorata e umana; l'orchestra ha una sonorità leggerissima, costituita da archi, un flauto, un oboe e un fagotto, e ha solo la funzione di sostegno.
Nel sotterraneo del tempio il coro dei Sacerdoti, O Isis und Osiris, welche Wonne! (O Isis e Osiris, quale gioia!), accompagnato dall'orchestra pressoché al completo, si pone come un brano severamente religioso; è il solo pezzo riservato al coro a sé stante in tutta l'opera e senza la funzione accessoria che ha in altri momenti. Papageno, allegro per il vino, canta Ein Mädchen oder Weibchen wünscht Papageno sich! (Una fanciulla o una donnetta Papageno vorrebbe per sé!) dalle caratteristiche popolari di canzonetta viennese; l'orchestrazione, grazie al glockenspiel e all'accentuazione timbrica degli strumenti impiegati, flauto, oboi, corni e fagotti, sottolinea in modo brillante la leggerezza e l'allegria del brano.
Il Finale dell'opera propone brani che vedono protagonisti soprattutto i personaggi positivi della storia. I tre fanciulli intonano un'aria dalla grande bellezza melodica: Bald prangt, den Morgen zu verkünden (Presto, ad annunciare il giorno) con un dialogo fra la prima voce bianca e le altre su una leggerissima base orchestrale. Si unisce quindi Pamina con accenti disperati a cui il terzetto fa riscontro con frasi melodiche consolatorie e persuasive. Le ultime difficili prove di Tamino sono accompagnate da una base musicale grave e sostenuta che passa dalla tonalità di Mi bemolle a quella austera di Do minore. Quando Pamina si affianca a lui per affrontare il fuoco e l'acqua, Tamino suona per la seconda volta il flauto magico; il canto dello strumento si leva purissimo, accompagnato solo da smorzati colpi di timpano, con una melodia lineare e semplicissima che conduce i due giovani fuori dai pericoli.
Intanto Papageno è disperato per non aver trovato Papagena, ma i suoi propositi di suicidio sono sventati dai tre fanciulli che, con un Allegretto serrato, lo consigliano di suonare il glockenspiel; il suono fatato, in Do maggiore, dello strumento crea un'atmosfera magica e porta all'arrivo di Papagena. La musica passa con l'altra luminosa tonalità di Sol maggiore all'aria, celeberrima, fra i due uccellatori: Pa, pa, pa, pa. Il senso della sorpresa e della trepidazione è espresso, appena accennato dai violini, nella sillabazione dei nomi, via via più rapida finché, con una serie di crome, arriva il nome completo; è una delle pagine più celebri e riuscite di Mozart per il senso di felicità e allegria infantile che riesce a trasmettere. Dopo un quintetto basato su un contrappunto vivo e serrato, i cinque personaggi negativi vengono inghiottiti da un terremoto con un fortissimo di tutta l'orchestra, comprese trombe, tromboni e timpani. La serenità ritorna con un corale solenne in Mi bemolle maggiore che, dopo un vivace allegro, porta l'opera al termine sulle note del pieno orchestrale in fortissimo.

## Discografia (parziale)
| Anno | Cast (Tamino, Pamina, Papageno, Regina della Notte, Sarastro)                          | Direttore           | Etichetta           |
| ---- | -------------------------------------------------------------------------------------- | ------------------- | ------------------- |
| 1953 | Ernst Haefliger, Maria Stader, Dietrich Fischer-Dieskau, Rita Streich, Josef Greindl   | Ferenc Fricsay      | Archiv              |
| 1955 | Léopold Simoneau, Hilde Güden, Walter Berry, Wilma Lipp, Kurt Böhme                    | Karl Böhm           | Decca               |
| 1964 | Fritz Wunderlich, Evelyn Lear, Dietrich Fischer-Dieskau, Roberta Peters, Franz Crass   | Karl Böhm           | Deutsche Grammophon |
| 1964 | Nicolai Gedda, Gundula Janowitz, Walter Berry, Lucia Popp, Gottlob Frick               | Otto Klemperer      | EMI                 |
| 1969 | Stuart Burrows, Pilar Lorengar, Hermann Prey, Cristina Deutekom, Martti Talvela        | Georg Solti         | Decca               |
| 1972 | Peter Schreier, Anneliese Rothenberger, Walter Berry, Edda Moser, Kurt Moll            | Wolfgang Sawallisch | EMI                 |
| 1979 | Francisco Araiza, Edith Mathis, Gottfried Hornik, Karin Ott, José van Dam              | Herbert von Karajan | Deutsche Grammophon |
| 1981 | Siegfried Jerusalem, Lucia Popp, Wolfgang Brendel, Edita Gruberová, Roland Bracht      | Bernard Haitink     | EMI                 |
| 1984 | Peter Schreier, Margaret Price, Mikael Melbye, Luciana Serra, Kurt Moll                | Colin Davis         | Philips Records     |
| 1989 | Francisco Araiza, Kiri Te Kanawa, Olaf Bär, Cheryl Studer, Samuel Ramey                | Neville Marriner    | Philips Records     |
| 1991 | Jerry Hadley, Barbara Hendricks, Thomas Allen, June Anderson, Robert Lloyd             | Charles Mackerras   | Telarc              |
| 1992 | Kurt Streit, Barbara Bonney, Gilles Cachemaille, Sumi Jo, Kristinn Sigmundsson         | Arnold Östman       | Decca               |
| 1995 | Hans Peter Blochwitz, Rose Mannion, Anton Scharinger, Natalie Dessay, Reinhard Hagen   | William Christie    | Erato               |
| 2005 | Christoph Strehl, Dorothea Röschmann, Hanno Müller-Brachmann, Erika Miklósa, René Pape | Claudio Abbado      | Deutsche Grammophon |

## DVD (parziale)
- 1983 – Wolfgang Sawallisch, Francisco Araiza, Lucia Popp, August Everding, Kurt Moll (regia), Die Zauberflöte, Deutsche Grammophon.
- 1991 – James Levine, MET, Kathleen Battle, Francisco Araiza, Luciana Serra, Die Zauberflöte, Deutsche Grammophon.
- 2005 – Franz Welser-Möst, Matti Salminen, Malin Hartelius, Anton Scharinger, Jonathan Miller, Elena Mosuc (regia), Die Zauberflöte, TDK.
- 2006 – Riccardo Muti, René Pape, Diana Damrau, Paul Groves, WPO, Pierre Audi (regia), Die Zauberflöte, Decca.
- 2006 – Georg Solti, Luciana Serra, René Pape, Deon van der Walt, Die Zauberflöte, Decca.
- 2007 – Nikolaus Harnoncourt, Matti Salminen, Christoph Strehl, Martin Kusej (regia), Die Zauberflöte, Deutsche Grammophon.

## Adattamenti
- Ingmar Bergman ha utilizzato un frammento de Il flauto magico nel film L'ora del lupo (1968); nel 1975 ha adattato l'opera per il film omonimo riuscendo a portare fino a noi la capacità mozartiana di rivelare simbolismi profondi tramite la geniale semplicità della sua musica.[97]
- Emanuele Luzzati e Giulio Gianini ne hanno tratto un film d'animazione, Il flauto magico nel 1978.[98]
- Kenneth Branagh ha realizzato una nuova versione cinematografica, ambientata durante la prima guerra mondiale, in programma alla Mostra internazionale d'arte cinematografica di Venezia del 2006.[N 14]
- La scrittrice statunitense Marion Zimmer Bradley nel 1985 ha scritto Night's Daughter, un romanzo fantasy basato sull'opera.[99]

### Annotazioni
1. ↑  Genere di Singspiel del vecchio teatro popolare viennese in cui i personaggi erano anche creature mitologiche, fantasmi, animali, maghi; tendenzialmente commedie comiche, questi spettacoli erano spesso rappresentati nei teatri di corte.
2. ↑  Poliedrico personaggio, corista, librettista, scienziato di fama europea e attore nella compagnia di Schikaneder. Cfr. Sgrignoli, p. 175.
3. ↑  Il padiglione in legno, una sorta di piccolo chalet che faceva parte del complesso del teatro, oggi è collocato a Salisburgo nei giardini del Mozarteum. Cfr. Melograni, p. 342.
4. ↑  I nomi errati, Amade e Mozard, sono scritti esattamente così nel cartellone. Cfr. Robbins Landon, p. 142.
5. ↑  I cognomi dei primi interpreti sono riportati nella locandina della première riprodotta nella scheda informativa. I nomi completi, nonché quelli dei tre genietti che non figurano in locandina, sono attinti altrove, indicando con punto interrogativo, tra parentesi quadre, i casi incerti. Cfr. Attardi, p. 64. E Keefe, p. 165.
6. ↑  All'epoca la tipologia vocale del baritono non era ancora ben definita e tutte le parti vocali maschili gravi venivano scritte in chiave di basso. In epoca moderna il personaggio è affidato in genere a un baritono.
7. ↑  L'opera di Sophie Seyler, adattata da Giesecke, con musiche di Paul Wranitzky fu la prima opera rappresentata con grande successo al Theater auf der Wieden di Schikaneder nel 1789; Mozart la conosceva bene e ne aveva anche il libretto. La rappresentazione diede inizio a una serie di opere fiabesche realizzate dalla compagnia che avrebbe avuto il suo culmine con Il flauto magico due anni dopo. Cfr. Branscombe, p. 28.
8. ↑  L'Oriente, d'altra parte, era considerato come il luogo da cui aveva avuto origine la "sapienza massonica", giunta al mondo occidentale tramite la mediazione dell'antica Grecia. Cfr. Greco-Monda, p. 8.
9. ↑  L'epiteto femminile di "serva" è attribuito in maniera inversa a Tamino, e quello maschile di "servo" a Pamina. Cfr. Citati, p. 56.
10. ↑  Anche se non molto conosciuto se non come mago e saggio, già nel XVIII secolo si associava il suo nome a una saggezza arcaica e ormai perduta. Sull'origine del nome derivante da Zoroastro anche Cfr. Lessico: Zoroastro - Zarathustra.
11. ↑  Il fatto che Monostatos sia un personaggio di razza nera e identificato come "moro", termine usato in modo dispregiativo all'epoca in Germania per riferirsi a individui di pelle scura, e per di più con connotazioni negative, ha fatto tacciare Il flauto magico di razzismo, Cfr. Howards, pp. 10-13 cosa per altro ben lontana dalla formazione culturale dei due autori. Cfr. Alfieri, p. 77. È poi comunque sufficiente la frase di Papageno che afferma: «Es gibt ja schwarze Vögel in der Welt, warum denn nicht auch schwarze Menschen?» («Ci sono pure uccelli neri al mondo, perché dunque non anche uomini neri?») (Atto I, scena 14), per ovviare con la sua basilare saggezza a ogni considerazione. Cfr. Alfieri, pp. 80-81.
12. ↑  La vicenda de Il flauto magico potrebbe essere vista perfettamente come un Bildungsroman secondo un'antica tradizione che va dal Telemaco di Fénelon al Wilhelm Meister di Goethe. Cfr. Attardi, pp. 174-175.
13. ↑  Clementi fu contrariato dalla situazione, tanto che volle specificare sull'edizione della sua composizione che la stessa fosse stata scritta dieci anni prima de Il flauto magico. Cfr. Predota.
14. ↑  In questo film Tamino veste i panni di un coraggioso soldato che viene salvato dalle tre Dame dal gas velenoso sparso tra le trincee, invece che dal serpente della versione tradizionale. Cfr. BBC News, Branagh to make Mozart opera film.

### Fonti
1. ↑  Libretto, traduzione di Giovanni De Gamerra.
2. ↑  Melograni, p. 330.
3. ↑  Labroca, p. 23.
4. 1 2 3 4 5 6 7 8  Paolo Gallarati, Die Zauberflöte (Il flauto magico).
5. 1 2  Sgrignoli, p. 175.
6. ↑  Mila, p. 71.
7. ↑  Dal Fabbro, p. 68.
8. 1 2 3  Dal Fabbro, p. 69.
9. ↑  Robbins Landon, pp. 141-142.
10. ↑  Robbins Landon, p. 143.
11. ↑  Melograni, p. 346.
12. 1 2  Robbins Landon, p. 125.
13. ↑  Deutsch, p. 356.
14. ↑  Sgrignoli, p. 41.
15. ↑  Mila, p. 72.
16. ↑  MBD, n. 1193.
17. ↑  Niemetschek, p. 94.
18. ↑  Attardi, p. 67.
19. 1 2  Wolff, p. 274.
20. 1 2 3 4 5 6  Sergio Sablich, Die Zauberflöte (Il flauto magico).
21. ↑  Sablich 2008, p. 1415.
22. ↑  Sgrignoli, p. 172.
23. ↑  Alfieri, pp. 10-14.
24. ↑  Labroca, pp. 23-24.
25. ↑  Branscombe, p. 26.
26. ↑  Branscombe, pp. 7-10.
27. ↑  Sgrignoli, pp. 173-174.
28. ↑  Bramani, p. 185.
29. ↑  Pompei sepolta. Il tempio di Iside.
30. ↑  Mila 1974, pp. 8-17.
31. ↑  Assmann, p. 237.
32. ↑  Sgrignoli,  p. 173.
33. ↑  Morenz, pp. 43-45.
34. ↑  Citati 2011, pp. 369, 424.
35. ↑  Hildesheimer, p. 337.
36. ↑  Robbins Landon, p. 128.
37. ↑  Honolka, pp. 140-146.
38. ↑  Honolka, p. 143.
39. ↑  Labroca, p. 35.
40. ↑  Sgrignoli, p. 180.
41. ↑   Libretto del "Flauto magico" (PDF), su pul.it. URL consultato il 25 maggio 2025.
42. 1 2  Attardi, p. 74.
43. ↑  Sgrignoli, pp. 177-178.
44. 1 2 3  Sgrignoli, p. 178.
45. ↑  Attardi, pp. 73-74.
46. ↑  Melograni, p. 345.
47. 1 2  Sgrignoli, p. 182.
48. 1 2  Greco-Monda, p. 156.
49. ↑  Attardi, p. 42.
50. 1 2  Sgrignoli, p. 181.
51. ↑  Attardi, p. 172.
52. ↑  Labroca, p. 38.
53. ↑  Labroca, p. 39.
54. ↑  Howards, pp. 1-13.
55. ↑  Tettlebaum, pp. 76-93.
56. 1 2  Martinotti, p. 58.
57. ↑  Kowar.
58. ↑  Spaethling.
59. ↑  Pedrotti, p. 124.
60. ↑  Gonin, pp. 7-23.
61. ↑  Alfieri, p. 174.
62. ↑  Newcomb Condee, Brother Mozart and The Magic Flute.
63. ↑  Labroca, p. 37.
64. ↑  Musto, p. 113.
65. ↑  Soresina, pp. 17-19, 161-166.
66. ↑  Carli Ballola-Parenti, pp. 188-190.
67. 1 2  Jan Brachmann, Jan Assmann: Die Zauberflöte Im Geheimdienst der Geheimreligion in: Frankfurter Allgemeine Zeitung, Francoforte sul Meno, 28 settembre 2012.
68. ↑  Hildesheimer, p. 342.
69. ↑  Sgrignoli, p. 174.
70. ↑  Osborne, pp. 413-416.
71. ↑  Hildesheimer, p. 343.
72. ↑  Decadi, p. 99.
73. ↑  Chaillier, parte I cap. V.
74. ↑  Sgrignoli, p. 176.
75. ↑  Martinotti, pp. 58-59.
76. ↑  Wycik, p. 137.
77. ↑  Labroca, p. 48.
78. ↑  Labroca, pp. 47-48.
79. ↑  Musto, p. 15.
80. ↑  Labroca, p. 53.
81. ↑  Labroca, pp. 53-54.
82. ↑  Sgrignoli, p. 179.
83. ↑  Labroca, p. 55.
84. ↑  Labroca, p. 57.
85. ↑  Sgrignoli, p. 183.
86. ↑  Labroca, p. 64.
87. ↑  Attardi, p. 81.
88. ↑  Attardi, p. 78.
89. ↑  Labroca, pp. 66-67.
90. ↑  Sgrignoli, pp. 179-180.
91. ↑  Labroca, pp. 68-69.
92. ↑  Brusotti, p. 164.
93. ↑  Labroca, p. 71.
94. ↑  Labroca, p. 74.
95. ↑  Labroca, pp. 81-82.
96. ↑  Labroca, p. 82.
97. ↑  Martinotti, p. 59.
98. ↑  CineDataBase Rivista del cinematografo.
99. ↑  Open Library. Opere di Marion Zimmer Bradley.